# 鉄道むすめ
鉄道むすめ（てつどうむすめ）は、鉄道に関する職場で働く女性をモチーフに、トミーテックが中心となって展開している日本のキャラクターコンテンツである。玩具メーカータカラトミーの子会社であるトミーテックが展開している。『〜鉄道制服コレクション〜』の副称が付されており、実在する鉄道会社の現場で働いているという設定のオリジナルキャラクターが、その現場制服を着用したキャラクターデザインとなっている。もともとはフィギュアシリーズから展開を開始した。
「鉄道むすめ」の商標は、トミーテックの親会社であったトミーが2005年6月7日に出願し、2006年2月3日に登録されている。

キャラクターの名前は、それぞれの所属する鉄道会社の駅名、列車名、沿線の施設名などに由来している。

## イラストレーター
vol.1からPLUS+03までのキャラクターと、「青森鉄道むすめ」「立石あやめ」のキャラクターデザインはみぶなつき、「鉄道むすめPickUp」・「駅乃みちか」のキャラクターデザインは伊能津を中心に多数のイラストレーター、コンテナシリーズなどに使用されるデフォルメ絵は宙花こより、駅に設置されるスタンプや本物の鉄道車両にラッピングを施す場合に使用されるイラストと「立石かえで」のキャラクターデザインはMATSUDA98が担当している。

## コレクションフィギュアシリーズ
『鉄道むすめ』シリーズ発祥の商品である。製品構成はパーツが数点に分割されたフィギュアと台座、そして封入されているキャラクターと彼女が活躍する鉄道現場（主に車両）が描かれたインストラクションカード（一部の限定版では同梱されない）から成る。限定版を除きブラインドパッケージ仕様となっている。フィギュアを組み立てた場合の高さは10 - 12cm程度。一部のキャラクターを除き、身長の設定がないことから、縮尺は定められていない。2010年5月までに130万個以上を売り上げている。
他の同様なトレーディングフィギュアが対象年齢を14 - 15歳以上と設定しているのに対し、本作ではvol.4までは8歳以上と低く設定されていた。モデルの下着相当部分は埋め込まれており、その表現が確認できない。
以下、モデルは通常モデルについては「モデル番号.キャラクター名 - 所属事業者 / 職種（、制服の種類）」の順、シークレットモデルについては「モデル番号.キャラクター名、仕様の相違」の順で表記する。

### レギュラーシリーズ
シリーズごとに6人のキャラクターによる6種類のモデル、そのうち4種類の細部を変更したバリエーションモデルの計10種類のモデルから成る通常版と、アニメイト各店限定販売で、パッケージデザインと特定キャラクターの仕様が通常版と異なるアニメイト限定バージョンが存在する。なお、アニメイトでは通常版も併売されている。全てブラインドパッケージ仕様（1カートンは8個入り）。
vol.1
2005年11月発売。バリエーションモデルは辻堂みどり、平泉つばさ以外の4種類に設定されている。アニメイト限定バージョンは松本あずさが通常版モデルと異なる。箱のイラストは白河ひばり。
- 01.白河ひばり - 日本食堂 / 国鉄時代の食堂車ウェイトレス
- 02.船橋ちとせ - 小田急電鉄 / 駅員、冬服（2006年9月まで）
- 03.石田あいこ - 小田急電鉄 / 車掌、夏服（2006年9月まで）
- 04.松本あずさ - 日本レストランエンタプライズ / 特急あずさ車内販売アテンダント
- 05.辻堂みどり - 日本レストランエンタプライズ / 湘南新宿ライングリーンアテンダント
- 06.平泉つばさ - 鉄道整備 / 東北新幹線コメットクルー（旧名称）、冬服

vol.2
2006年3月発売。バリエーションモデルはvol.1に続いての登場となる船橋ちとせ、石田あいこ以外の4種類に設定されている。アニメイト限定バージョンは久慈ありすが通常版モデルと異なる。箱のイラストは船橋ちとせ。
- 07.門田さくら - 警視庁 / 地域部鉄道警察隊員（巡査）、冬服
- 08.栗橋みなみ - 東武鉄道 / 駅務係（2008年10月まで）
- 09.久慈ありす - 三陸鉄道 / 運転士（2009年4月17日まで）
- 10.平泉あおば - 鉄道整備 / コメットクルー、夏服（2005年まで）
- 11.船橋ちとせ - 小田急電鉄 / 新宿駅サービス係、夏服（2006年9月まで）
- 12.石田あいこ - 小田急電鉄 / 車掌、冬服（2006年9月まで）

vol.3
2006年9月発売。バリエーションモデルはvol.2に続いての登場となる栗橋みなみ、久慈ありす以外の4種類に設定されている。アニメイト限定バージョンは鷹野みゆきが通常版モデルと異なる。また、シリーズ初のシークレットモデルが登場し、これ以降のシリーズに入れられるようになった。箱のイラストは栗橋みなみ（ノーマル）。
- 13.大月みーな - 富士急行 / 駅務係
- 14.鷹野みゆき - 広島電鉄 / 車掌
- 15.渋沢あさぎ - 小田急レストランシステム / ロマンスカーVSEアテンダント
- 16.渡瀬きぬ - 東武トラベル / 浅草駅ステーションアテンダント
- 17.栗橋みなみ - 東武鉄道 / 駅務係、夏服（2008年10月まで）
- 18.久慈ありす - 三陸鉄道 / 運転士、夏服（2009年4月17日まで）
- シークレット - S01.栗橋みなみ、とぶっち付き

vol.3以降ではパッケージにQRコードが印刷され、これに対応してタカラトミーエンタメディアが提供する携帯電話向けコンテンツとして待ち受け画像が登場した。vol.3通常版以外はパッケージに当該サイトのURLも記載されているため、URL入力でのアクセスも可能。
vol.4
2007年7月発売。バリエーションモデルは外川つくし、鷹野みゆき以外の4種類に設定されている。アニメイト限定バージョンは八木沢まいが通常版モデルと異なる。箱のイラストは外川つくし。
- 19.外川つくし - 銚子電気鉄道 / 駅務係
- 20.中山ゆかり - 京成電鉄 / 駅務掛
- 21.八木沢まい - 上田電鉄 / 別所温泉駅駅長
- 22.布崎あいか - 一畑電車 / 電車ガイド
- 23.鷹野みゆき - 広島電鉄 / 宮島線運転士、夏服
- 24.渡瀬きぬ - 東武トラベル / ステーションアテンダント、夏服
- シークレット - S02.外川つくし、ぬれ煎餅付き

vol.5
2008年1月発売。バリエーションモデルは神前みーこ、渋沢あさぎ以外の4種類に設定されている。アニメイト限定版は門田さくらが夏服の長袖で片目をつむっている（通常版は夏服の半袖）。箱のイラストは神前みーこ。
- 25.神前みーこ - 和歌山電鐵 / 運転士
- 26.春日部しあ - 東武商事 / スペーシア車内販売員
- 27.金沢あるみ - 東急車輛製造 / 横浜製作所艤装係
- 28.辻堂みどり - 日本レストランエンタプライズ / グリーンアテンダント、冬服
- 29.渋沢あさぎ - 小田急レストランシステム / ロマンスカーアテンダント、エプロン
- 30.門田さくら - 警視庁 / 地域部鉄道警察隊巡査、夏服
- シークレット - S03.神前みーこ、ミーコ助役バージョン

vol.6
2008年8月発売。シリーズ初の鉄道現業スタッフ以外のキャラクターとして、木村裕子をモチーフにした「鉄道アイドル」が登場する。バリエーションモデルは橘らいか、平泉つばさ以外の4種類に設定されている。アニメイト限定バージョンは米原はるかが通常版モデルと異なる。箱のイラストは朝倉ちはや。
- 31.朝倉ちはや - 西日本鉄道 / 車掌
- 32.羽田あいる - 東京モノレール / 駅務係
- 33.橘らいか - （無所属） / 鉄道アイドル見習い
- 34.米原はるか - ジェイアール西日本メンテック / アズクルー
- 35.平泉つばさ - 鉄道整備 / コメットスーパーバイザー
- 36.外川つくし - 銚子電気鉄道 / 駅務係、夏服
- シークレット - S04.平泉あおば、コメットスーパーバイザー

vol.7
2009年2月発売。東武鉄道のオリジナルキャラクターである『姫宮なな』がラインナップに加えられている。姫宮ななは、下記小説『奮闘編』のイラストや『バスむすめ』のデザインも担当している宙花こよりによってキャラクターデザインが起こされたが、『鉄道むすめ』化にあたってみぶなつきによって新規にデザインされている。バリエーションモデルは中山ゆかり、姫宮なな以外の4種類に設定されており、今回からインストラクションカードにバリエーション情報が掲載されるようになった。アニメイト限定バージョンは中山ゆかりが通常版モデルと異なる。川口みそのとシークレットには、エッチングパーツの眼鏡が同梱されている。なお、エッチングパーツの眼鏡はのちに通販にて単体で販売されている。箱のイラストは川口みその。
- 37.井草しいな - 西武鉄道 / 車掌
- 38.川口みその - 埼玉高速鉄道 / 運転士
- 39.柏木ゆの - 函館市交通局 / 箱館ハイカラ號車掌
- 40.中山ゆかり - 京成電鉄 / 駅務掛
- 41.金沢あるみ - 東急車輛製造 / 横浜製作所ぎ装係（溶接作業研修中の休憩シーン）
- 42.姫宮なな - 東武鉄道 / お客さまセンターオペレーター
- シークレット - S05.中山ゆかり、眼鏡バージョン

vol.8
2009年8月発売。DS版ゲーム『鉄道むすめDS〜Terminal Memory〜』に登場した釜石まなが三陸鉄道の駅務係として正規のシリーズ入りを果たしている。バリエーションモデルは釜石まな、栗橋みなみ以外の4種類に設定されている。アニメイト限定バージョンはアニメイト・ゲーマーズ限定バージョンとなり、釜石まなが通常版モデルと異なる仕様となる。箱のイラストは和倉ななお。
- 43.和倉ななお - のと鉄道 / 運転士
- 44.羽田みなと - 東京モノレール / モノレールアテンダント
- 45.神井みしゃ - 西武鉄道 / TOMONY販売スタッフ
- 46.釜石まな - 三陸鉄道 / 駅務係（2009年4月18日からの新制服）
- 47.栗橋みなみ - 東武鉄道 / 駅務係、夏服（2008年11月からの新制服）
- 48.春日部しあ - 東武商事 / スペーシア車内販売員、新制服
- シークレット - S06.久慈ありす、三陸鉄道新制服バージョン

vol.9
2009年11月発売。バリエーションモデルは秋葉みらい、八木沢まい以外の4種類に設定されている。青海ゆりかにはエッチングパーツの眼鏡が、八木沢まい（通常版）にはペーパークラフトの和傘が同梱されている。箱のイラストは青海ゆりか。
- 49.秋葉みらい - 首都圏新都市鉄道 / つくばエクスプレス駅務係
- 50.青海ゆりか - ゆりかもめ / 駅務係
- 51.足尾さきえ - わたらせ渓谷鐵道 / トロッコ列車車掌
- 52.東屋あやの - JR東日本リテールネット / キオスク販売スタッフ
- 53.神前みーこ - 和歌山電鐵 / 運転士・夏服
- 54.八木沢まい - 上田電鉄 / 別所温泉駅駅長、冬用外套・和傘付き
- シークレット - S07.八木沢まい、和傘閉じバージョン

vol.10
2010年3月発売。バリエーションモデルは但馬みえ、中野みわ以外の4種類に設定されている。箱のイラストは松風かれん。
- 55.但馬みえ - 北近畿タンゴ鉄道 / アテンダント
- 56.立川いずみ - 多摩都市モノレール / 駅務係
- 57.外川つくし - 銚子電気鉄道 / 駅務係、旧制服
- 58.松風かれん - 函館市交通局 / 運転士
- 59.井草しいな - 西武鉄道 / 車掌、夏服
- 60.中野みわ - 三和警備保障 / 駅構内警備員
- シークレット - S08.中野みわ、修悦体で「鉄道むすめ」と書かれた看板持ちバージョン

### 鉄道むすめExpress
「鉄道むすめExpress」と題して、vol.1 - 3のキャラクターのリニューアル造形版が2007年3月末に発売された。レギュラーシリーズ同様、6種類・4バリエーションモデルとシークレットで構成されている。バリエーションモデルは白河ひばり・船橋ちとせ以外に設定されている。アニメイト限定バージョンの設定はない。箱のイラストは久慈ありす。
vol.1から
- EX-01.白河ひばり - 顔部分などの細部が修正される。

vol.2から
- EX-02.門田さくら - 髪型がロングヘアーに変更される。また、制帽が着脱可能となる。
- EX-03.栗橋みなみ - 癖である、舌を出す表情になる。また、制帽が着脱可能となる。
- EX-04.船橋ちとせ - 髪型がロングヘアーに変更される。また、制帽が着脱可能となる。

vol.3から
- EX-05.鷹野みゆき - 鞄の位置などの細部が変更される。
- EX-06.久慈ありす - 髪型が束ねられている。

シークレット
- EX-S01.船橋ちとせ - vol.1のバリエーションモデルを元にしている。

### 鉄道むすめDS〜Terminal Memory〜コレクションフィギュア
下記『鉄道むすめDS〜TerminalMemory〜』中の場面をモチーフにしたモデルが、2008年11月に発売されている。他のシリーズ同様、6種類・4バリエーションモデルとシークレットで構成されており、付属カードはゲーム中のイベント場面の背景イメージとなっており、このカードを一緒に飾るためのスタンドが同梱されている。バリエーションモデルは久慈ありす・鷹野みゆき以外に設定されている。なお、このシリーズは通常版に加えて、アニブロ限定発売の「アニブロエディション」が設定されており、同限定版は八木沢まいが通常版モデルと異なる。箱のイラストは外川つくし。
- DS01.外川つくし - 冬服
- DS02.栗橋みなみ - 冬服
- DS03.大月みーな - 私服
- DS04.久慈ありす - 夏服
- DS05.八木沢まい - 冬服
- DS06.鷹野みゆき - 私服
- シークレット - DS-S01.釜石まな、三陸鉄道運転士

### 鉄道むすめ - premium -
2010年8月発売。過去の限定版モデルを一部アレンジしたモデルとなっている。箱のイラストは久慈ありす。
- PRE01.久慈ありす - 2007年3月発売の小説『がんばれ!鉄道むすめ』同梱のモデルの敬礼ポーズの右腕を「運転士鞄持ち」に変更したもの。
- PRE02.外川つくし - 2007年9月発売のTecStation限定版の表情を変更したもの。
- PRE03.金沢あるみ - 2008年2月発売の電車市場限定版のパーツから「電動ドリル」のみを選んで収録したもの。
- PRE04.渋沢あさぎ - 2008年10月発売の小田急レストランシステム限定版を端末持ちに変更し、ストッキングを「茶色」に変更したもの。
- PRE05.八木沢まい - 2008年11月発売のDSフィギュア・アニブロ限定版の着物とリボンの組み合わせを変更したもの。
- PRE06.川口みその - 2009年03月発売のTVドラマDVDボックス収録版の「コバトンのポーズ」を変更したもの。
- シークレット - PRE-S01.外川つくし - vol.4のシークレットモデルと同様に、ぬれ煎餅を持つ。

### 鉄道むすめPLUS
2010年10月16日・17日に幕張メッセで開催された「第50回全日本模型ホビーショー」にて新シリーズ『鉄道むすめPLUS』（発表時は仮称）の企画が進行中であることが発表され、2011年2月4日 - 6日に横浜ランドマークタワー内の横浜ランドマークホールで開催された「ヨコハマ鉄道模型フェスタ2011」にて、レギュラーシリーズから仕様を一新したモデルであることが公表された。
主な変更箇所は次の3点。
- サイズの変更 - フィギュアの高さが従来シリーズの約9cmから、12cmに変更。
- 表情パーツの追加 - イラストとは別の表情の顔パーツを各モデルに添付。組み換えが可能。
- 可動性 - 頭部パーツをボールジョイントにすることによって、好きな角度に振り向ける。

なお、PLUSシリーズの展開発表と同時に、岩瀬ゆうこ（発表時は仮称）のみデザインが先行公開されていた。また、発売1ヶ月前には公式サイトにてパソコン用の壁紙ダウンロードサービスが行われた。
PLUS+01
2011年5月発売。新たに起こされた3人のキャラクターによる6種（イラストバージョン3種+バリエーション3種）とシークレットによる構成。箱のイラストは岩瀬ゆうこ。
シークレットの栗橋みなみ（冬服）は、川越あさかの代替扱い。カードのイラストはVol.8と同じ夏服で背景が北千住駅に変更されたもの。
- +01.倉敷みずほ - ジェイアール西日本フードサービスネット / 新幹線パーサー
- +02.岩瀬ゆうこ - 富山ライトレール / ポートラムアテンダント
- +03.川越あさか - 東武鉄道 / 東上線車掌
- シークレット 栗橋みなみ - 東武鉄道 / 北千住駅駅務係（冬服）

PLUS+02
2012年4月発売。新たに起こされた3人のキャラクターによる6種（イラストバージョン3種+バリエーション3種）とシークレットによる構成。箱のイラストは橋本わかば。
シークレットの「崎平リナ」は、井川ちしろの代替扱い。大井川鐵道の公式キャラクターで「鉄道むすめ」ではなくゲストとして登場（東武鉄道の公式キャラクター「姫宮なな」と同様）。名前は崎平駅に由来。カードのイラストはみぶなつきによる描き下ろし。
- +04.橋本わかば - 京王電鉄 / 運転士
- +05.宮本えりお - 智頭急行 / 車掌
- +06.井川ちしろ - 大井川鐵道 / 車掌
- シークレット 崎平リナ - 大井川鐵道 / 駅員見習い（夏服）

PLUS+03
2012年9月発売。新たに起こされた2人のキャラクターによる6種（イラストバージョン2種+バリエーション2種）とシークレット、「青森鉄道むすめ」からの登場となる八戸ときえによる構成。箱のイラストは八戸ときえ。
シークレットの川口みその（冬服）は、美園みはとの代替扱い。カードのイラストはみぶなつきによる描き下ろし。
- +07.美園みはと - 埼玉高速鉄道 / 乗務係（見習）
- +08.八戸ときえ - 青い森鉄道 / 駅員
- +09.川越いぶき - 西武鉄道 / 技術職（工務部）
- シークレット 川口みその - 埼玉高速鉄道 / 運転士（冬服）

### 限定モデル
- 石田あいこ 運転士バージョン
vol.1の石田あいこの運転士仕様（制服は2006年9月までのもの）。一部ペイント（名札など）および装備品が異なり、組み立て済みの状態で発売されている。これまで下記の会場で販売された。
  - 2006年5月 - 静岡ホビーショー
  - 2006年6月 - 小田急電鉄のグッズショップ「TRAINS」新宿店開店1周年記念企画
  - 2006年8月 - 国際鉄道模型コンベンション
  - 2006年10月 - 全日本模型ホビーショー（プラモデル・ラジコンショー）
- 大月みーな バスガイドバージョン
vol.3の大月みーなバリエーションモデルのバスガイド仕様。制帽の形状が異なる。2006年10月、富士急行鉄道の日イベント会場（河口湖駅）にて販売。
- 久慈ありす 小説版限定バージョン
Expressの久慈ありすのポーズ違い。下記『がんばれ!鉄道むすめ』に同梱。
- 栗橋みなみ 公式ガイド版限定バージョン
Expressの栗橋みなみのポーズ違い。下記『鉄道むすめ公式ガイドブック』に同梱。
- 鷹野みゆき ドラマCD限定バージョン
vol.4の鷹野みゆきを元にしている。下記ドラマCD第1巻に同梱。
- 外川つくし たいやきバージョン
vol.4の外川つくしシークレットモデルを元にしているが、持っているものが観音駅で販売されているたいやきになっており、表情が変更されている。トミーテックのTOMIXパーツ通販サイト「テックステーション」で2007年9月6日発売。
- 金沢あるみ 電車市場限定バージョン
vol.5の金沢あるみの手持ち用パーツに同ノーマルモデル用・バリエーションモデル用に加えてオリジナルパーツを入れたもの。2008年2月1日に東急車輛（現在は総合車両製作所）のショッピングサイト「電車市場」・同年2月開催の「ヨコハマ鉄道模型フェスタ2008」会場限定発売。
- 栗橋あかな 東武商事限定バージョン
vol.5の春日部しあバリエーションモデルとvol.3の栗橋みなみを元にしたもの。2008年2月1日にスペーシア車内販売・東武鉄道の一部の駅売店で限定発売。
- 橘らいか DVD Burning限定バージョン
vol.6の橘らいかの夏服バージョン。KDDIが運営していたDVDビデオのダウンロードサイト「DVD Burning」（現在はサービス終了）で鉄道関連の映像購入者に抽選でプレゼントされた。
- 外川つくし DSソフト限定バージョン
vol.6の外川つくしを元にしている。下記『鉄道むすめDS〜Terminal Memory〜』限定版に同梱。
- 渋沢あさぎ 小田急レストランシステム限定バージョン
vol.5の渋沢あさぎにハンディターミナルを加えたもの。2008年10月18日・19日開催の「ファミリー鉄道展2008」小田急レストランシステムブース、および20日以降のロマンスカー車内販売で限定発売。
- 川口みその DVDBOX DX版限定バージョン
vol.7の川口みそののバリエーションモデルで、左手に運転士カバンを持ったオリジナル仕様となっている。『ドラマ 鉄道むすめ 〜Girls be ambitious!〜』DVDBOX（DX版）に同梱。
- 井草しいな 西武鉄道限定バージョン
vol.7の井草しいなの運転士バージョン。制帽があごひも付きとなり、名札が変更されている。2009年2月21日に西武鉄道の一部の駅売店およびTOMONY全店で限定発売。
- 姫宮なな 東武商事限定バージョン
vol.7の姫宮ななのバリエーションモデルで、宙花こよりのキャラクターデザインの初期案にあったプロトタイプカラー（青色）となっている。2009年2月21日に東武鉄道の一部の駅売店および東武商事ネット販売サイト「東武マーケット」で限定発売。
- 金沢あるみ[溶接作業研修中] 電車市場限定バージョン
vol.7の金沢あるみ[溶接作業研修中]の防護面と溶接作業用トーチをそれぞれ現場で使用されている最新版同士で組合せ、作業用エプロンを最新版（グリーン）に変更したもの。2009年2月17日から東急車輛（現在は総合車両製作所）のショッピングサイト「電車市場」で限定発売。
- 神井みしゃ 西武鉄道限定バージョン
vol.8の神井みしゃにハンディターミナルを加えたもの。2009年8月29日に西武鉄道の一部の駅売店およびTOMONY全店、同日開催の「南入曽車両基地 電車夏まつり」会場で限定発売。
- 栗橋あかな 東武商事限定バージョン
vol.8の春日部しあ・栗橋みなみを元にしたもの。2009年8月29日にスペーシア車内販売、東武鉄道の一部の駅売店および東武商事ネット販売サイト「東武マーケット」、同日実施の東武トラベル「懐かしの南会津号ツアー」車内で限定発売。
- 栗橋みなみ 栗橋町商工会限定バージョン
vol.8の栗橋みなみを元に、栗橋町商工会（現・久喜市商工会栗橋支所）の観光パンフレットを加えたもの。2009年11月8日開催の「東武ファンフェスタ」で発売。また、同年11月15日開催の「栗橋やさしさときめき祭り」でも販売。
- 東屋あやの JR東日本リテールネット限定バージョン
vol.9の東屋あやのを元に、半ズボン化のうえ靴と表情を変更し、右手に紙パックのお茶を持たせたもの。2009年12月5日のAM10:00から、首都圏の一部のKIOSK・NEWDAYSにて発売。
- 但馬みえ 北近畿タンゴ鉄道限定バージョン
vol.10の但馬みえを元に表情とポーズを変更したもの。2010年4月1日から北近畿タンゴ鉄道各有人駅およびアテンダントによる車内販売で限定発売。
- 井草しいな 西武鉄道限定バージョン
vol.10の井草しいなの両腕を同ノーマルモデル用・バリエーションモデル用に加えてオリジナル仕様を入れたもの。2010年3月28日の「E31形電気機関車さよならイベント」で先行発売し、同年4月3日から西武鉄道の一部の駅売店およびTOMONYで限定発売。
- 川口みその 埼玉高速鉄道限定バージョン
-premium-の通常版の川口みそのを封入し、キャラクターカードのみを宙花こより描き下ろしの特製カードに差し替えたもの。埼玉高速鉄道通販サイト「彩モール」にて2010年8月25日AM11:00より発売受付を開始。
- 渋沢あさぎ 小田急レストランシステム限定バージョン
-premium-の渋沢あさぎの着用するシャツの色を、「パープル」に変更したもの。2010年10月30日・31日開催の「小田急ファミリー鉄道展2010」で販売し、その後小田急線の特急車内で販売する予定であったが、台風14号の影響によりイベントが中止となった関係で販売開始が延期され、2011年10月15日・16日開催の「小田急ファミリー鉄道展2011」で発売された。
- 秋葉みらい つくばエクスプレス限定バージョン
vol.9の秋葉みらいの表情を変更したもの。2010年11月3日開催の「第6回つくばエクスプレスまつり」より販売開始。その後、つくばエクスプレスの出展する鉄道イベントで販売された。
- 鉄道むすめ三陸鉄道応援セット
2011年3月11日に発生した東日本大震災（東北地方太平洋沖地震）により、甚大な被害を負った三陸鉄道を応援するために企画された製品。5月12日 - 15日開催の静岡ホビーショーにて発表され、トミーテックの通販サイト「テックステーション」にて6月2日 - 9日に予約注文の受付が行われた（商品の発送は7月末頃）。Aセット（久慈ありす）とBセット（釜石まな）がある。各セットは、三陸鉄道の旧制服と新制服のフィギュア（DS・vol.8のありす・まなを基にしている）と、みぶなつき・MATSUDA98・宙花こよりによるイラストカードを組み合わせた商品構成となっている。商品売り上げの一部は、トミーテックから三陸鉄道へ寄付された。なお、本企画発表前に、MATSUDA98の描いた『三陸鉄道応援イラスト』が発表されており、このイラストが本企画のイメージイラストとなっている。
- 岩瀬ゆうこ 富山ライトレール限定版
PLUS+01の岩瀬ゆうこを基に、右手に富山ライトレールのマスコットキャラクター「とれねこ」を抱えた仕様にしたもの。なお、とれねこの配置は固定されておらず、自由に変えることができる。富山ライトレール本社窓口、ポートラムショップ富山駅北および通信販売で2011年6月20日に販売開始された。
- 川越あさか 東武鉄道（東上線）限定版
PLUS+01の川越あさかを基に「右手の形状を「仕業表」を持つ手」に変更し、「仕業表」を付属させたもの。仕業表は右手に挟むほか、車掌鞄にも差し込める仕様になっている。2011年7月20日から東武東上線の主要駅にて販売開始された。
- 倉敷みずほ ジェイアール西日本フードサービスネット限定版
PLUS+01の髪型のほか、「後ろ髪をまとめた頭部パーツ」が入った仕様。山陽新幹線区間内を走行中の「みずほ・さくら」の一部列車内で、2011年7月20日から販売開始。この他、同年10月16日開催の「新幹線ふれあいデー」でも販売された。なお、この限定版のパッケージはフルカラー仕様となっている。
- 栗橋みなみ 限定版
PLUS+01のシークレット「栗橋みなみ」を基に、右手を「栗橋商工会/名刺ラリー」のファイルを持ったパーツに変更したもの。2011年8月28日に久喜市栗橋文化会館（イリス）で開催された「第2回栗橋みなみ夏祭り」で先行販売、同年8月29日以降に栗橋商工会・井上酒店で販売された[注釈 17]。

### 鉄道むすめキャラクター人気投票
トミーテックではコレクションフィギュアのレギュラーシリーズの各回発売ごとに、発売された回のキャラクターを対象とした人気投票を実施している。投票の結果は下記の通り。
1. 第1回：第1位 - 白河ひばり / 次点 - 船橋ちとせ
2. 第2回：第1位 - 門田さくら / 次点 - 船橋ちとせ
3. 第3回：第1位 - 鷹野みゆき / 次点 - 久慈ありす
4. 第4回：第1位 - 鷹野みゆき / 次点 - 八木沢まい
5. 第5回：第1位 - 春日部しあ / 次点 - 神前みーこ
6. 第6回：第1位 - 羽田あいる / 次点 - 外川つくし
7. 第7回：第1位 - 姫宮なな / 次点 - 柏木ゆの
8. 第8回：第1位 - 釜石まな / 次点 - 春日部しあ
9. 第9回：第1位 - 八木沢まい / 次点 - 足尾さきえ
10. 第10回：第1位 - 但馬みえ / 次点 - 外川つくし

なお、各回とも3位以下は発表されていない。

## コレクションフィギュアシリーズ以外のキャラクター

### 青森鉄道むすめ
青森県の「ブランド化促進モデル創出事業」の一環として新たに登場。2012年2月14日に正式デビュー。一つの県をまとめてプロデュースしたのは、鉄道むすめとしては初。八戸ときえはPLUS+03でフィギュア化されている。関連グッズは青い森鉄道の一部有人駅で発売されている。
- 八戸ときえ - 青い森鉄道 / 駅員
- 清水なぎさ - 十和田観光電鉄[注釈 18] / アテンダント
- 芦野かな - 津軽鉄道 / アテンダント[注釈 19]
- 平賀ひろこ - 弘南鉄道 / トレインキャスト
- 七戸ちびき - 南部縦貫鉄道[注釈 20] / 車掌

### 鉄道むすめPickUp
雑誌『電撃ホビーマガジン』の連載企画「鉄道むすめPickUp」で発表されたキャラクター。2013年11月号（2013年9月25日発売）から登場している。同誌が2015年7月号（2015年5月25日発売）を最後に休刊となってからは、鉄道むすめ公式WEBで不定期に発表されている。鬼怒川みやび（通算2回目）を除き、フィギュア化はされていない。
2013年
- 石山ともか - 京阪電気鉄道大津線 / 運転士
- 辛島みく - 熊本市交通局 / トラムガイド
- 鬼怒川みやび - 東武鉄道 / 特急スペーシア車掌
- 城ヶ崎なみ - 伊豆急行 / 車掌

2014年
- 杜みなせ - 仙台空港鉄道 / 運輸指令員
- 八草みずき - 愛知高速交通 / リニモ乗務員
- 桜沢みなの - 秩父鉄道 / 駅務係
- 柏木ゆの - 函館市企業局交通部 / 箱館ハイカラ號車掌、新制服
- 石山ともか - 京阪電気鉄道大津線 / 運転士、夏服
- 鮎貝りんご - 山形鉄道 / 駅務係
- 和泉こうみ - 泉北高速鉄道 / 運転士
- 柴口このみ - 横浜シーサイドライン / 駅務員
- 外川つくし - 銚子電気鉄道 / 駅務係、新制服
- 豊郷あかね - 近江鉄道 / 駅務係（ビア電業務中のシーン）
- 大月みーな - 富士急行 / 駅務係、新制服
- 北原ゆうき - 上毛電気鉄道 / 駅務係

2015年
- 渡瀬きぬ - 東武トラベル / ステーションコンシェルジュ
- 星川みほし - 相模鉄道 / 駅務係
- 中山ゆかり - 京成電鉄 / 運転士、新制服
- 西岸まはる - のと鉄道 / アテンダント
- 豊川まどか - 大阪高速鉄道 / フロアアテンダント

WEB
- 富岡しるく - 上信電鉄 / 駅務掛
- 南ふうか - 日本旅行 / 赤い風船事業部スタッフ
- 鬼怒川みやび - 東武鉄道 / 特急スペーシア車掌
- 青葉あさひ - 仙台市交通局 / 運転士
- 豊郷あかね - 近江鉄道 / 駅務係（ミュージアムお手伝い中のシーン）
- 修善寺まきの - 伊豆箱根鉄道 / 駿豆線駅務掛
- 嵯峨ほづき - 嵯峨野観光鉄道 / 駅務員
- 朝倉ちはや - 西日本鉄道 / 車掌
- 水間みつま - 水間鉄道 / アテンダント
- 星川みほし - 相模鉄道 / 駅務係、新制服
- 秋葉みらい - 首都圏新都市鉄道 / 乗務員、新制服
- 柴口このみ - 横浜シーサイドライン / 駅務員、冬服
- 鬼怒川みやび - 東武鉄道 / 特急スペーシア車掌（KINUちゃんKAWAちゃん付き）
- 寺原ゆめみ - 関東鉄道 / 駅務員（車内検札中のシーン）
- 大川まあや - 会津鉄道 / アテンダント
- 岩瀬ゆうこ - 富山ライトレール / ポートラムアテンダント
- 黒潮しらら - JR西日本白浜駅 / 運輸管理係（駅員）
- 吉久こしの - 万葉線 / 運転士
- 丸山はやみ - 埼玉新都市交通 / ニューシャトル運転士
- 塚原いさみ - 伊豆箱根鉄道 / 大雄山線駅務掛
- 金沢あるみ - 総合車両製作所 / 生産本部技術部 車両デザイナー
- 高島あざみ - ブルーライン（横浜市交通局） / 駅務掛
- 丸森たかこ - 阿武隈急行 / 車掌
- 城崎このり - JR西日本城崎温泉駅 / 運輸管理係（駅員）
- 井川ちしろ - 大井川鐵道 / 車掌、冬服
- 家山かなか - 大井川鐵道 / SL専務車掌
- 嵯峨ほづき - 嵯峨野観光鉄道 / 駅務員（熊野詣姿）
- 船橋ちとせ - 小田急電鉄 / 新宿管区 新宿駅主任
- 石田あいこ - 小田急電鉄 / 喜多見車掌区 特急主任車掌
- 渋沢あさぎ - 小田急レストランシステム / ロマンスカー事業グループ グランドパーサー
- 幸谷なのは - 流鉄流山線 / 駅務係
- 大桑じゅり - 東武鉄道 / SL機関士
- 日野せりか - 近江鉄道 / 駅務掛
- 楚原れんげ - 三岐鉄道 北勢線 / 駅務掛
- 水間みつま - 水間鉄道 / アテンダント（2019制服）
- 八汐みより - 野岩鉄道 / 駅務掛
- 葭川となみ - 千葉都市モノレール / 駅務員
- 朝陽さくら - 長野電鉄 / 乗務区 車掌
- 和泉こうみ - 泉北高速鉄道 / 運転士（夏服）
- 黒潮しらら - JR西日本白浜駅 / 運輸管理係（駅員）（別制服）
- 新津テイナ - 総合車両製作所 / 技術本部技術部 車両デザイナー
- 西浦ありさ - 松浦鉄道 / 営業部営業課 広報担当
- 日高かすみ - 紀州鉄道 / コンシェルジュ
- 八木沢まい - 上田電鉄 / 別所温泉駅駅長（冬服ピンク）
- 吉久こしの - 万葉線 / 運転士（Bポーズ）
- 豊川まどか - 大阪モノレールサービス / フロアアテンダント（2020新制服冬）
- 朝陽さくら - 長野電鉄 / 乗務区 車掌（2020年夏服）
- 神代みさき - 島原鉄道 / トレインアテンダント（夏服）
- 神代みさき - 島原鉄道 / トレインアテンダント（冬服）
- 城崎このり - JR西日本城崎温泉駅 / 運輸管理係（駅員）
- 上田れむ - しなの鉄道 / SR1客室添乗員 兼 駅係員
- 杜みなせ - 仙台空港鉄道 / 運輸指令員（冬服）
- 神前みーこ - 和歌山電鐵 / 指導運転士
- 追分あすな - 四日市あすなろう鉄道 / 駅係員
- 五香たかね - 新京成電鉄 / 駅務掛
- 殿山ゆいか - ひたちなか海浜鉄道 / 駅務係
- 朝陽さくら - 長野電鉄 / 乗務区 車掌（ワインバレーアテンダントver）
- 豊郷あかね - 近江鉄道 / 駅務掛
- 丸森たかこ - 阿武隈急行 / 車掌
- 西浦ありさ - 松浦鉄道 / 営業部営業課 広報担当（有田町観光大使Ver）
- 楚原れんげ - 三岐鉄道 北勢線 / 運転士
- 西浦ありさ - 松浦鉄道 / 営業部営業課 広報担当（松浦アジフライ大使Ver）
- 寺原ゆめみ - 関東鉄道 / 駅務員（2022年新制服Ver）
- 水城ひなた - JR西日本ヴィアイン / ヴィアイン京都駅八条口 マネジャー
- 白井まきの - 北総鉄道 / 駅務掛
- 和泉こうみ - 泉北高速鉄道 / 運転士（2022年冬服Ver）
- 音羽ないろ - 静岡鉄道 / 駅務係（遠隔担当）
- 久能あいら - 静岡鉄道 / 日本平ロープウェイ ガイド
- 神代みさき - 島原鉄道 / トレインアテンダント（2022年新制服Ver）
- 西浦ありさ - 松浦鉄道 / 営業部営業課 広報担当（佐々町観光協会コーディネーターVer）
- 神井みしゃ - 西武鉄道 / 特急アテンダント
- 万願寺さき - 多摩都市モノレール / 駅務助役
- 上田れむ - しなの鉄道 / SR1客室添乗員 兼 駅係員（夏服）
- 紅雲あづき - 小豆島総合開発 / 寒霞渓ロープウェイ営業部営業課広報担当
- 小倉みはぎ - 北九州高速鉄道 / 業務部運転課乗務員（運転士）
- 松代うさぎ - 北越急行 / 十日町駅営業係
- 神代みさき - 島原鉄道 - トレインアテンダント（国見高校応援サポーターVer）
- 桜沢みなの - 秩父鉄道 / 乗務員（運転士）
- 岩瀬ゆうこ - 富山地方鉄道 / 鉄軌道運転士
- 丸山はやみ - 埼玉新都市交通 / ニューシャトル運転士
- 春日部しあ - 東武トップツアーズ / スペーシア X GOEN CAFÉスタッフ
- 栗橋あかな - 東武トップツアーズ / スペーシア X GOEN CAFÉスタッフ
- 美濃ともえ - 養老鉄道 / 運転士
- 早見だいや - 交通新聞社 / 時刻表編集部員
- 紅雲あづき - 小豆島総合開発 / 寒霞渓ロープウェイ営業部営業課広報担当（サイクリストスタイルVer）
- 大矢知みさと - 三岐鉄道 / 三岐線 駅務掛
- 楚原れんげ - 三岐鉄道 / 北勢線運転士
- 追分あすな - 四日市あすなろう鉄道 / 運転士
- 小倉みはぎ - 北九州高速鉄道 / 業務部運転課乗務員（運転士）
- 小松ななこ - 遠州鉄道 / 車掌
- 五香たかね - 京成電鉄 / 駅務掛
- 豊川まどか - 大阪モノレール / フロアアテンダント
- 鷹野みゆき - 広島電鉄 / 宮島線運転士、新制服・夏服

### etc
立石あやめ・立石あおば・立石かえではトミーテック、駅乃みちかは東京地下鉄（東京メトロ）のオリジナルキャラクター。栗橋あかなは東武商事から限定販売されたフィギュアとして初登場。なお、あおばとかえでは、鉄道むすめのキャラクターとしてはカウントされない扱いとなっている。
- 立石あやめ - トミーテック / 鉄道むすめ広報担当
- 的場まりな - 広島電鉄 / 運転士（指導操縦者）
- 栗橋あかな - 東武商事 / スペーシア車内販売員
- 駅乃みちか - 東京メトロ / サービスマネージャー
- 立石あおば - トミーテック / 『鉄道むすめ』広報担当見習い
- 立石かえで - トミーテック / トミックスショールーム東京案内係

### 鉄道むすめ10周年記念キャラクター人気投票
鉄道むすめが2015年に誕生10周年を迎えたことを記念して、鉄道むすめ公式サイトにて2015年7月2日から30日まで、キャラクターの人気投票が実施された。投票の結果は下記の通り。
- 第1位 - 鬼怒川みやび
- 第2位 - 石山ともか
- 第3位 - 八木沢まい
- 第4位 - 久慈ありす
- 第5位 - 鷹野みゆき
- 第6位 - 栗橋みなみ
- 第7位 - 桜沢みなの
- 第8位 - 柴口このみ
- 第9位 - 大月みーな
- 第10位 - 八戸ときえ

トミーテックでは投票結果を反映した製品の発売を企画しており、第1位を獲得した鬼怒川みやびの1/7スケールフィギュアを2016年3月に発売した。

### 鉄道むすめ15周年記念キャラクター総選挙
鉄道むすめが2020年11月に誕生15周年を迎えたことを記念して、鉄道むすめ公式サイトにて2021年2月26日から3月31日まで、キャラクターの人気投票が実施された。投票の結果は下記の通り。
- 第1位 - 朝陽さくら
- 第2位 - 八木沢まい
- 第3位 - 豊川まどか
- 第4位 - 石山ともか
- 第5位 - 豊郷あかね
- 第6位 - 和泉こうみ
- 第7位 - 柴口このみ
- 第8位 - 大川まあや
- 第9位 - 鮎貝りんご
- 第10位 - 西浦ありさ
- 第11位 - 嵯峨ほづき
- 第12位 - 楚原れんげ
- 第13位 - 修善寺まきの
- 第14位 - 黒潮しらら
- 第15位 - 桜沢みなの
- 第16位 - 高島あざみ
- 第17位 - 上田れむ
- 第18位 - 星川みほし
- 第19位 - 久慈ありす
- 第20位 - 杜みなせ

トミーテックでは投票結果を反映した製品の発売を企画しており、上位入賞のキャラクターによる特別企画を検討している。

## コンテナコレクションシリーズ
日本型Nゲージ相当である150分の1スケールの鉄道コンテナのモデルにキャラクターのイラストやキャッチコピーを印刷したもので、Nゲージのコンテナ車にも積載できる。ブラインドパッケージ仕様。
1パッケージにつきそれぞれ12フィートコンテナ は3個、20フィートコンテナは2個、30・31・40フィートコンテナは1個入りとなっている。
vol.1
2009年9月発売。40フィートコンテナ1個、もしくは20フィートコンテナ2個入り。40フィートコンテナと20フィートコンテナには同じイラストが使用されているが、40フィートコンテナにはイラストの他に文字も描かれているバリエーションがある。
7絵柄・計20種類。
- 久慈ありす - 三陸鉄道 / 運転士、夏服（2009年4月17日まで）
- 鷹野みゆき - 広島電鉄 / 宮島線運転士、夏服
- 柏木ゆの - 函館市交通局 / 箱館ハイカラ號車掌
- 外川つくし - 銚子電気鉄道 / 駅務係
- 八木沢まい - 上田電鉄 / 別所温泉駅駅長
- 門田さくら - 警視庁 / 地域部鉄道警察隊巡査、夏服
- シークレット（コミックス単行本のカバー絵）

vol.2
2010年3月発売。20フィートコンテナ2個、もしくは12フィートコンテナ3個入り。12フィートコンテナはデフォルメ絵が使用されている。すべて絵柄が異なる計14種類。
- 大月みーな - 富士急行 / 駅務係
- 神前みーこ - 和歌山電鐵 / 運転士
- 春日部しあ - 東武商事 / スペーシア車内販売員
- 平泉つばさ - 鉄道整備 / コメットスーパーバイザー
- 米原はるか - ジェイアール西日本メンテック / アズクルー
- 姫宮なな - 東武鉄道 / お客さまセンターオペレーター
- シークレット（栗橋みなみ・あかなの2人が描かれたイラスト）

vol.3
2010年8月発売。40フィート背高冷蔵コンテナ1個、もしくは12フィートコンテナ3個入り。8絵柄・計14種類。また、鉄道むすめコンテナコレクション収納ケースが同時発売された。特典としてカスタマイズシート3枚（久慈ありす・外川つくし・八木沢まいが描かれたシートが各1枚ずつ）が付属している。
- 朝倉ちはや - 西日本鉄道 / 車掌
- 中山ゆかり - 京成電鉄 / 駅務掛
- 川口みその - 埼玉高速鉄道 / 運転士
- 青海ゆりか - ゆりかもめ / 駅務係
- 足尾さきえ - わたらせ渓谷鐵道 / トロッコ列車車掌
- 中野みわ - 三和警備保障 / 駅構内警備員
- シークレット（40フィートは八木沢まい・中山ゆかり・門田さくら・久慈ありす・外川つくし5人の、12フィートは中山ゆかりのみのキャラクターソングCDのイラスト）

vol.4
2010年12月発売。40フィート背高冷蔵コンテナ1個、もしくは12フィートコンテナ3個入り。12フィートコンテナはデフォルメ絵が使用されている。すべて絵柄が異なる計14種類。12フィートコンテナは上下左右に他のデザインのコンテナと絵柄が続くように描かれている（シークレットを除く）。また、鉄道むすめコンテナコレクション収納ケース第2弾が同時発売された。特典としてカスタマイズシート3枚（栗橋みなみ・但馬みえ・金沢あるみが描かれたシートが各1枚ずつ）が付属している。
- 栗橋みなみ - 東武鉄道 / 駅務係、夏服（2008年11月からの新制服）
- 和倉ななお - のと鉄道 / 運転士
- 布崎あいか - 一畑電車 / 電車ガイド
- 但馬みえ - 北近畿タンゴ鉄道 / アテンダント
- 釜石まな - 三陸鉄道 / 駅務係（2009年4月18日からの新制服）
- 金沢あるみ - 東急車輛製造 / 横浜製作所艤装係
- シークレット（40フィートは上記6人の並び、12フィートは久慈ありすで、いずれもデフォルメ絵）

vol.5
2011年6月発売。40フィート冷蔵コンテナ1個、もしくは31フィートコンテナ1個入り。31フィートコンテナはデフォルメ絵が使用されている。すべて絵柄が異なる計14種類。また、鉄道むすめコンテナコレクション収納ケース第3弾が同時発売された。特典としてカスタマイズシート3枚（渋沢あさぎ・渡瀬きぬ・岩瀬ゆうこが描かれたシートが各1枚ずつ）が付属している。
- 外川つくし - 銚子電気鉄道 / 駅務係、夏服
- 立川いずみ - 多摩都市モノレール / 駅務係
- 渋沢あさぎ - 小田急レストランシステム / ロマンスカーアテンダント、エプロン
- 渡瀬きぬ - 東武トラベル / ステーションアテンダント
- 門田さくら - 警視庁 / 地域部鉄道警察隊巡査、冬服
- 岩瀬ゆうこ  - 富山ライトレール / ポートラムアテンダント
- シークレット（40フィートは上記6人の並び、31フィートは岩瀬ゆうこ&とれねこ）

vol.6
2011年11月発売。31フィート冷蔵コンテナ1個、もしくは20フィートコンテナ2個入り。20フィートコンテナはデフォルメ絵が使用されている。すべて絵柄が異なる計14種類。
- 川越あさか - 東武鉄道 / 東上線車掌
- 鷹野みゆき - 広島電鉄 / 車掌
- 神前みーこ - 和歌山電鐵 / 運転士、夏服
- 松風かれん - 函館市交通局 / 運転士
- 羽田みなと - 東京モノレール / モノレールアテンダント
- 渡瀬きぬ - 東武トラベル / ステーションアテンダント、夏服
- シークレット（31フィートは上記6人の並び、20フィートは昇仙峡ロープウェイ・イメージキャラクターの仙娥えな）

SP
2012年3月発売。30フィートコンテナ1個入り。後述するステーションポスターシリーズのvol.1 - 3に収録されたデザインから選ばれた6点が、全面広告コンテナとして収録されている。SPとはステーションポスターの略である。各コンテナにはキャッチコピーが異なるものがあり、1キャラクターにつき2種類存在する。7絵柄・計14種類。
- 外川つくし - 銚子電気鉄道 / 駅務係 vol.2から
- 神前みーこ - 和歌山電鐵 / 運転士 vol.2から
- 但馬みえ - 北近畿タンゴ鉄道 / アテンダント Vol.2から
- 柏木ゆの - 函館市交通局 / 箱館ハイカラ號車掌 vol.1から
- 春日部しあ - 東武商事 / スペーシア車内販売員（新制服）vol.1から
- 岩瀬ゆうこ - 富山ライトレール / ポートラムアテンダント vol.3から
- シークレット（立石あやめ）

vol.7
2012年7月発売。40フィート冷蔵コンテナ1個、もしくは20フィートコンテナ2個入り。20フィートコンテナはデフォルメ絵が使用されている。すべて絵柄が異なる計14種類。
- 宮本えりお - 智頭急行 / 車掌
- 渋沢あさぎ - 小田急ロマンスカー / ロマンスカーアテンダント
- 春日部しあ - 東武商事 / スペーシア車内販売員（新制服）vol.1から
- 芦野かな - 津軽鉄道 / アテンダント
- 平賀ひろこ - 弘南鉄道 / トレインキャスト
- 八木沢まい - 上田電鉄 / 別所温泉駅駅長、冬服
- シークレット（40フィートは上記6人の並び、20フィートは上田電鉄別所線存続支援キャンペーンキャラクターの北条まどか）

vol.8
2012年11月発売。31フィート冷蔵コンテナ1個、もしくは12フィートコンテナ3個入り。12フィートコンテナはデフォルメ絵が使用されている。すべて絵柄が異なる計14種類。
- 美園みはと - 埼玉高速鉄道 / 乗務係（見習）
- 井川ちしろ - 大井川鐵道 / 車掌
- 秋葉みらい - 首都圏新都市鉄道 / つくばエクスプレス駅務係
- 清水なぎさ - 十和田観光電鉄 / アテンダント
- 七戸ちびき - 南部縦貫鉄道 / 車掌
- 金沢あるみ - 総合車両製作所 / 横浜製作所艤装係（溶接作業研修中）
- シークレット（31フィートは上記6人の並び、12フィートは川口みその）

SP：02
2013年3月発売。30フィートコンテナ1個入り。各コンテナにはキャッチコピーが異なるものがあり、1キャラクターにつき2種類存在する。7絵柄・計14種類。
- 川口みその - 埼玉高速鉄道 / 運転士
- 八木沢まい - 上田電鉄 / 別所温泉駅駅長、冬服
- 大月みーな - 富士急行 / 駅務係
- 羽田あいる - 東京モノレール / 駅務係（新制服）、夏服
- 中野みわ - 三和警備保障 / 駅構内警備員
- 足尾さきえ - わたらせ渓谷鐵道 / トロッコ列車車掌
- シークレット（昇仙峡ロープウェイ・イメージキャラクターの仙娥えな）

vol.9
2013年7月発売。40フィート冷蔵コンテナ1個、もしくは12フィートコンテナ3個入り。12フィートコンテナはデフォルメ絵が使用されている。すべて絵柄が異なる計14種類。
- 八戸ときえ - 青い森鉄道 / 駅員
- 久慈ありす - 三陸鉄道 / 運転士
- 倉敷みずほ - ジェイアール西日本フードサービスネット / 新幹線パーサー
- 外川つくし - 銚子電気鉄道 / 駅務係（旧制服）
- 平泉つばさ - JR東日本テクノハートTESSEI / コメットスーパーバイザー
- 米原はるか - ジェイアール西日本メンテック / アズクルー
- シークレット

SP：03
2014年1月発売。30フィートコンテナ1個入り。各コンテナにはキャッチコピーが異なるものがあり、1キャラクターにつき2種類存在する。7絵柄・計14種類。
- 姫宮なな - 東武鉄道
- 八戸ときえ - 青い森鉄道
- 橋本わかば - 京王電鉄
- 井川ちしろ - 大井川鐵道
- 宮本えりお - 智頭急行
- 鷹野みゆき - 広島電鉄
- シークレット

vol.10
2014年9月発売。40フィート冷蔵コンテナ1個、もしくは20フィートコンテナ2個入り。20フィートコンテナはデフォルメ絵が使用されている。すべて絵柄が異なる計14種類。
- 井草しいな - 西武鉄道 / 車掌
- 神井みしゃ - 西武鉄道 / TOMONY販売スタッフ
- 鬼怒川みやび - 東武鉄道 / 特急スペーシア車掌
- 城ヶ崎なみ - 伊豆急行 / 車掌
- 杜みなせ - 仙台空港鉄道 / 運輸指令員
- 八草みずき - 愛知高速交通 / リニモ乗務員
- シークレット

全国"鉄道むすめ"巡り2015
2015年6月発売。40フィート冷蔵コンテナ1個入り。すべて絵柄が異なる計14種類。なお、立石かえではトミーテック、福王子ひかるは京福電気鉄道（嵐電）のオリジナルキャラクターであり、ゲスト出演という形となっている。
- 八戸ときえ&杜みなせ
- 宮本えりお&久慈ありす
- 鬼怒川みやび&八木沢まい
- 橋本わかば&栗橋みなみ
- 井川ちしろ&桜沢みなの
- 立石あやめ&立石かえで
- 城ヶ崎なみ&柴口このみ
- 和倉ななお&大月みーな
- 岩瀬ゆうこ&福王子ひかる
- 八草みずき&神前みーこ
- 石山ともか&和泉こうみ
- 鷹野みゆき&朝倉ちはや
- シークレット1
- シークレット2

## ステーションポスターシリーズ
マナー啓発や観光宣伝、職員募集など、実際に鉄道会社で使われていそうな企業広告をイメージし、鉄道むすめをイメージキャラクターに起用しているポスター。本シリーズ展開発表時より鉄道現場にて使われることも示唆されており、実際に使用されているものもある。通常、駅で使用されている企業ポスター・中吊り広告と同じB3サイズである。ブラインドパッケージ仕様。
vol.1
2010年12月発売。販売に先駆けて、マナー啓発用として埼玉高速鉄道の駅構内に掲示開始された。その後、三陸鉄道を除く 各社でポスターとして掲示された。なお、谷村みすずは本来『鉄道むすめ』のキャラクターではなく富士急行のオリジナルキャラクターであり、本シリーズにはゲスト出演という形となっている。
- 001:埼玉高速鉄道/運転士 川口みその（タテ型）
- 002:埼玉高速鉄道/運転士 川口みその（ヨコ型）
- 003:函館市交通局/箱館ハイカラ號車掌 柏木ゆの
- 004:函館市交通局/運転士 松風かれん
- 005:三陸鉄道/運転士 久慈ありす
- 006:三陸鉄道/盛駅駅務係 釜石まな
- 007:上田電鉄/別所温泉駅駅長 八木沢まい（タテ型1）
- 008:上田電鉄/別所温泉駅駅長 八木沢まい（タテ型2）
- 009:富士急行/富士登山電車客室乗務員 谷村みすず
- 010:富士急行/河口湖駅駅務係 大月みーな
- 011:東武商事/スペーシア車内販売員 栗橋あかな
- 012:東武商事/スペーシア車内販売員 春日部しあ

vol.2
2011年6月発売。017にはMATSUDA98が、022には宙花こよりが、それぞれ今回描きおろしたイラストが使用されている。また、下記のほかにシークレットがあることが公表されている。
- 013:銚子電気鉄道/駅務係 外川つくし（ヨコ型・冬服）
- 014:銚子電気鉄道/駅務係 外川つくし（タテ型・夏服）
- 015:東武トラベル/ステーションアテンダント 渡瀬きぬ（ヨコ型・夏服）
- 016:東武トラベル/ステーションアテンダント 渡瀬きぬ（タテ型・冬服）
- 017:東京モノレール/駅務係 羽田あいる
- 018:東京モノレール/モノレールアテンダント 羽田みなと
- 019:東急車輛製造株式会社/ぎ装係 金沢あるみ（タテ型(1)）
- 020:東急車輛製造株式会社/ぎ装係 金沢あるみ（タテ型(2)）
- 021:和歌山電鐵株式会社/運転士 神前みーこ（ヨコ型）
- 022:和歌山電鐵株式会社/運転士 神前みーこ（タテ型・ディフォルメ絵）
- 023:北近畿タンゴ鉄道/アテンダント 但馬みえ（ヨコ型(1)・ディフォルメ絵）
- 024:北近畿タンゴ鉄道/アテンダント 但馬みえ（ヨコ型(2)）

vol.3
2011年11月発売。025と026は三陸鉄道復興支援イラストであり、027と028、031と032はそれぞれイラストが繋がるようになっている。また、036はのと鉄道が作中に登場するアニメ『花咲くいろは』とのタイアップポスターで、みぶなつきが描きおろしたイラストとなっている。なお、仙娥えな・仙娥るりは昇仙峡ロープウェイのオリジナルキャラクターであり、ゲスト出演という形となっている。
- 025:三陸鉄道/運転士＆駅務係 久慈ありす＆釜石まな（タテ型）
- 026:三陸鉄道/運転士＆駅務係 久慈ありす＆釜石まな（ヨコ型）
- 027:多摩都市モノレール/駅務係 立川いずみ（ヨコ型(1)）
- 028:多摩都市モノレール/駅務係 立川いずみ（ヨコ型(2)）
- 029:小田急レストランシステム/ロマンスカーアテンダント 渋沢あさぎ（タテ型）
- 030:小田急レストランシステム/ロマンスカーアテンダント 渋沢あさぎ（ヨコ型）
- 031:昇仙峡ロープウェイ/八雲神社の自称・巫女 仙娥えな
- 032:昇仙峡ロープウェイ/ガイド 仙娥るり
- 033:富山ライトレール/ポートラムアテンダント 岩瀬ゆうこ（ヨコ型）
- 034:富山ライトレール/ポートラムアテンダント 岩瀬ゆうこ（タテ型）
- 035:のと鉄道/運転士 和倉ななお（ヨコ型）
- 036:のと鉄道/運転士 和倉ななお（タテ型）

vol.4
2012年4月発売。宙花こよりが039と040と043と045の描きおろしイラスト、041と042のキャラクターデザインを担当。
- 037:青森鉄道むすめ（ヨコ型）
- 038:青森鉄道むすめ（タテ型）
- 039:東武鉄道株式会社 お客さまセンターコミュニケーター 姫宮なな
- 040:東武鉄道株式会社 駅務係 栗橋みなみ
- 041:上田市 別所線存続支援キャラクター 北条まどか/上田電鉄株式会社 別所温泉駅長 八木沢まい（タテ型）
- 042:上田市 別所線存続支援キャラクター 北条まどか/上田電鉄株式会社 別所温泉駅長 八木沢まい（ヨコ型）
- 043:三和警備保障株式会社 駅構内警備員 中野みわ（タテ型A）
- 044:三和警備保障株式会社 駅構内警備員 中野みわ（タテ型B）
- 045:わたらせ渓谷鐵道株式会社 トロッコ列車車掌 足尾さきえ（ヨコ型A）
- 046:わたらせ渓谷鐵道株式会社 トロッコ列車車掌 足尾さきえ（ヨコ型B）
- 047:全国"鉄道むすめ"巡り（ヨコ型）
- 048:全国"鉄道むすめ"巡り（タテ型）

vol.5
2013年3月発売。MATSUDA98が059と060の描きおろしイラストを担当。なお、崎平リナは大井川鐵道のオリジナルキャラクターであり、ゲスト出演という形となっている。このキャラクターのイラストは、コレクションフィギュアPLUS+02のシークレットとして登場した際に同梱されているインストラクションカードのものを使用している。的場まりなは漫画『鉄道むすめ〜Terminal Memory〜』のオリジナルキャラクターである。
- 049:八戸ときえ（青い森鉄道）/タテ型
- 050:八戸ときえ（青い森鉄道）/ヨコ型（中吊り広告仕様）
- 051:橋本わかば（京王電鉄）/タテ型
- 052:橋本わかば（京王電鉄）/ヨコ型（中吊り広告仕様）
- 053:門田さくら（鉄道警察隊）/ヨコ型（中吊り広告仕様）
- 054:門田さくら（鉄道警察隊）/タテ型
- 055:崎平リナ（大井川鐵道）/タテ型
- 056:井川ちしろ（大井川鐵道）/ヨコ型（中吊り広告仕様）
- 057:宮本えりお（智頭急行）/ヨコ型A（ドア脇･枠入り広告仕様）
- 058:宮本えりお（智頭急行）/ヨコ型B（窓上広告仕様）
- 059:鷹野みゆき（広島電鉄）/ヨコ型（ドア脇･枠入り広告仕様）
- 060:的場まりな（広島電鉄）/タテ型

## トレインステッカー
マナー啓発や宣伝広告、注意喚起など、実際に鉄道車両内で使われていそうなステッカーをイメージし、鉄道むすめをイメージキャラクターに起用しているステッカー。一部は実際に使用されているものがある。サイズは車内ステッカーと同じ200×165mmである。ブラインドパッケージ仕様。
vol.1
2011年8月発売。004と010には描きおろしのイラストが使用されている。
- 001:三陸鉄道/PR3種セット・タテ型（久慈ありす）
- 002:三陸鉄道/PR3種セット・ヨコ型（久慈ありす）
- 003:埼玉高速鉄道/全面広告タイプ（川口みその）
- 004:埼玉高速鉄道/PR3種セット・ヨコ型（川口みその）
- 005:銚子電気鉄道/全面広告タイプ（外川つくし）
- 006:銚子電気鉄道/PR4種セット（外川つくし）
- 007:富士急行/全面広告タイプ（大月みーな）
- 008:富士急行/PR4種セット（大月みーな、谷村みすず）
- 009:上田電鉄/PR3種セット・タテ型（八木沢まい）
- 010:上田電鉄/PR4種セット（八木沢まい）
- 011:和歌山電鐵/PR3種セット・タテ型（神前みーこ）
- 012:和歌山電鐵/PR3種セット・ヨコ型（神前みーこ）

vol.2
2012年1月発売。013と014は三陸鉄道復興支援イラスト。019と020は昇仙峡ロープウェイのオリジナルキャラクター「仙娥えな」と「仙娥るり」がゲストとして登場している。021はのと鉄道が作中に登場するアニメ『花咲くいろは』とのタイアップステッカーで、みぶなつきがステーションポスター用として描きおろしたイラストが使用されている。
- 013:三陸鉄道/車内広告イメージステッカー（久慈ありす、釜石まな）
- 014:三陸鉄道/マナーPRイメージステッカー4種セット（久慈ありす、釜石まな）
- 015:東武商事/車内広告イメージステッカー（春日部しあ）
- 016:東武商事/マナーPRイメージステッカー4種セット（春日部しあ、栗橋あかな）
- 017:鉄道警察隊/「ドアにご注意ください!!」「迷惑行為は許しません!」ステッカー（門田さくら）
- 018:鉄道警察隊/マナーPRイメージステッカー3種セット（門田さくら）
- 019:昇仙峡ロープウェイ/車内広告イメージステッカー（仙娥えな、仙娥るり）
- 020:昇仙峡ロープウェイ/マナーPRイメージステッカー3種セット（仙娥えな、仙娥るり）
- 021:のと鉄道/車内広告イメージステッカー（和倉ななお、『花咲くいろは』）
- 022:のと鉄道/「ドアにご注意ください!!」「迷惑行為は許しません!」ステッカー（和倉ななお）
- 023:広島電鉄/「ドアにご注意ください!!」「迷惑行為は許しません!」ステッカー（鷹野みゆき）
- 024:広島電鉄/マナーPRイメージステッカー4種セット（鷹野みゆき）

vol.3
2012年12月発売。030はわたらせ渓谷鐵道のイメージキャラクター「わ鐵のわっしー」、033は上田市別所線存続支援キャンペーンキャラクター「北条まどか」、035と036は富山ライトレールのマスコットキャラクター「とれねこ」とのコラボレーションとなっている。
- 025:函館市企業局交通部/「ドアにご注意ください!!」&「安全確認・整理整頓」ステッカー（松風かれん）
- 026:函館市企業局交通部/マナーPRイメージステッカー4種セット（松風かれん）
- 027:青森鉄道むすめ/車内広告イメージステッカー（八戸ときえ、清水なぎさ、芦野かな、平賀ひろこ、七戸ちびき）
- 028:青森鉄道むすめ/つり革広告イメージステッカー5種セット（八戸ときえ、清水なぎさ、芦野かな、平賀ひろこ、七戸ちびき）
- 029:わたらせ渓谷鐵道/車内広告イメージステッカー（足尾さきえ）
- 030:わたらせ渓谷鐵道/マナーPRイメージステッカー4種セット（足尾さきえ、わ鐵のわっしー）
- 031:三和警備保障/「ドアにご注意ください!!」&「安全確認・整理整頓」ステッカー（中野みわ）
- 032:三和警備保障/マナーPRイメージステッカー3種セット（中野みわ）
- 033:上田電鉄&上田市/車内広告イメージステッカー（八木沢まい、北条まどか）
- 034:上田電鉄/マナーPRイメージステッカー3種セット（八木沢まい）
- 035:富山ライトレール/「ドアにご注意ください!!」&「安全確認・整理整頓」ステッカー（岩瀬ゆうこ、とれねこ）
- 036:富山ライトレール/マナーPRイメージステッカー4種セット（岩瀬ゆうこ、とれねこ）

vol.4
2013年5月発売。039と040、045と046には描きおろしのイラストが使用されている。039と040はJR東日本テクノハートTESSEIのマスコットキャラクター「ちりとり」、043は大井川鐵道のオリジナルキャラクター「崎平リナ」とのコラボレーションとなっている。041と042はアルピコ交通上高地線のイメージキャラクター「渕東なぎさ」、048はおもちゃのまち活性化推進協議会のシンボルキャラクター「壬生えみこ」がゲストとして登場している。047と048は「全国"鉄道むすめ"巡り2nd」のPRステッカーで、それぞれイラストが繋がるようになっている。
- 037:京王電鉄株式会社/車内広告イメージステッカー（橋本わかば）
- 038:京王電鉄株式会社/「ドアにご注意ください!!」&「乗車準備中・マナーPR」ステッカー（橋本わかば）
- 039:株式会社JR東日本テクノハートTESSEI/「ドアにご注意ください!!」&「乗車準備中・マナーPR」ステッカー（平泉つばさ、ちりとり）
- 040:株式会社JR東日本テクノハートTESSEI/マナーPRイメージステッカー4種セット（平泉つばさ、平泉あおば、ちりとり）
- 041:アルピコ交通株式会社/「ドアにご注意ください!!」&「乗車準備中・マナーPR」ステッカー（渕東なぎさ）
- 042:アルピコ交通株式会社/マナーPRイメージステッカー4種セット（渕東なぎさ）
- 043:大井川鐵道株式会社/マナーPRイメージステッカー3種セット（井川ちしろ、崎平リナ）
- 044:大井川鐵道株式会社/車内広告イメージステッカー（井川ちしろ）
- 045:株式会社ジェイアール西日本メンテック/「ドアにご注意ください!!」&「乗車準備中・マナーPR」ステッカー（米原はるか）
- 046:株式会社ジェイアール西日本メンテック/マナーPRイメージステッカー3種セット（米原はるか）
- 047:全国"鉄道むすめ"巡り2nd/車内広告イメージステッカー（大月みーな、鷹野みゆき、和倉ななお、岩瀬ゆうこ、橋本わかば、井川ちしろ）
- 048:全国"鉄道むすめ"巡り2nd/車内広告イメージステッカー（栗橋みなみ、久慈ありす、姫宮なな、松風かれん、八戸ときえ、清水なぎさ、平賀ひろこ、立石あやめ、壬生えみこ）

## ICカードステッカー
ICカードやポイントカードなど、プラスチック製カードの表面に貼ることが可能なキャラクターステッカー。1袋につき3種類の絵柄のステッカーが収録されており、各ステッカーは自由に貼り換えることができる。ブラインドパッケージ仕様。
vol.1
2012年5月発売。なお、谷村みすずは富士急行のオリジナルキャラクター、山中かえでは『バスむすめ』のキャラクターであり、ゲスト出演という形となっている。
- 001:多摩都市モノレール/立川いずみ（ヨコ型1種、タテ型2種）
- 002:多摩都市モノレール/立川いずみ（ヨコ型3種）
- 003:函館市交通局/松風かれん（ヨコ型2種）、柏木ゆの（ヨコ型1種）
- 004:函館市交通局/松風かれん（ヨコ型2種）、柏木ゆの（タテ型1種）
- 005:富士急行/大月みーな（ヨコ型1種、タテ型1種）、谷村みすず（ヨコ型1種）
- 006:富士急行/大月みーな（ヨコ型1種、タテ型1種）、谷村みすず（ヨコ型1種）
- 007:上田電鉄/八木沢まい（タテ型2種、ヨコ型1種）
- 008:上田電鉄/八木沢まい（ヨコ型2種、タテ型1種）
- 009:銚子電鉄/外川つくし（ヨコ型2種、タテ型1種）
- 010:銚子電鉄/外川つくし（ヨコ型2種、タテ型1種）
- 011:広島電鉄/鷹野みゆき（ヨコ型2種、タテ型1種）
- 012:広島電鉄/鷹野みゆき（タテ型2種、ヨコ型1種）
- シークレット:富士急行/山中かえで（ヨコ型2種）、大月みーな（タテ型1種）

## 名刺付きクリアファイル
鉄道むすめのキャラクターが使用しているという設定の名刺3枚と、キャラクターのイラストが描かれているA4サイズ名刺ポケット付き特製クリアファイルの一式。ブラインドパッケージ仕様。
vol.1
2012年8月発売。ノーマル版と「銀箔デザインver.」のバリエーションがそれぞれ6種、シークレットが1種の計13種類。
- 001:三陸鉄道株式会社/久慈ありす
- 002:埼玉高速鉄道株式会社/川口みその
- 003:京王電鉄株式会社/橋本わかば
- 004:株式会社小田急レストランシステム/渋沢あさぎ
- 005:大井川鐵道株式会社/井川ちしろ
- 006:智頭急行株式会社/宮本えりお
- シークレット

vol.2
2013年2月発売。ノーマル版と「銀箔デザインver.」のバリエーションがそれぞれ6種、シークレットが1種の計13種類。
- 007:十和田観光電鉄/アテンダント 清水なぎさ
- 008:のと鉄道/運転士 和倉ななお
- 009:わたらせ渓谷鐵道/トロッコ列車車掌 足尾さきえ
- 010:上田電鉄/別所温泉駅駅長 八木沢まい
- 011:富士急行/駅務係 大月みーな
- 012:広島電鉄/運転士 鷹野みゆき
- シークレット

vol.3
2013年9月発売。ノーマル版と「銀箔デザインver.」のバリエーションがそれぞれ6種、シークレットが1種の計13種類。なお、渕東なぎさはアルピコ交通のオリジナルキャラクター、仙娥るりは昇仙峡ロープウェイのオリジナルキャラクターであり、ゲスト出演という形となっている。
- 013:青い森鉄道/駅員 八戸ときえ
- 014:弘南鉄道/トレインキャスト 平賀ひろこ
- 015:富山ライトレール/ポートラムアテンダント 岩瀬ゆうこ
- 016:アルピコ交通 松本電鉄 上高地線電車/駅員 渕東なぎさ
- 017:昇仙峡ロープウェイ/ガイド 仙娥るり
- 018:広島電鉄/運転士（指導操縦者） 的場まりな
- シークレット

## トレインマークキーチェーン
鉄道車両で使用されていそうなトレインマークをイメージし、鉄道むすめのイラストを盛り込んだキーチェーン。一部のイラストは実際に使用されている。1種類につき5枚の絵柄が用意されており、手動で自由に絵柄を切り替えることができる。
vol.1
2013年1月発売。なお、北条まどかは上田市別所線存続支援キャンペーンのキャラクターであり、ゲスト出演という形となっている。
- TMT-001:三陸鉄道/久慈ありす&釜石まな
- TMT-002:上田電鉄/八木沢まい&北条まどか
- TMT-003:銚子電気鉄道/外川つくし

vol.2
2013年4月発売。
- TMT-004:函館市企業局交通部/柏木ゆの&松風かれん
- TMT-005:京王電鉄/橋本わかば
- TMT-006:広島電鉄/鷹野みゆき&的場まりな

vol.3
2013年8月発売。
- TMT-007:東武鉄道/栗橋みなみ&あかな
- TMT-008:大井川鐵道/井川ちしろ
- TMT-009:和歌山電鐵/神前みーこ

## コンテナ万年カレンダー
日本型Nゲージ相当である150分の1スケールの鉄道コンテナのモデルに数字と曜日が印刷されている万年カレンダー。12フィートコンテナ17個（月6種、曜日4種、十の位2個、一の位5個）、コム貨車（二軸コンテナ車）2両、展示用ダミー線路1本が一式となっている。一般的な万年カレンダーをイメージしたスタンダードタイプの01と同時に発売された鉄道むすめ仕様の02（2012年11月発売）からは、月・曜日コンテナ計10個に鉄道むすめのSDキャラクターイラストが使用されている。2013年9月には03と04が発売された。

## はこてつ
副称は「鉄道むすめコレクション」。鉄道むすめのキャラクターと箱型にデフォルメした鉄道車両を組み合わせたマスコット。日本型Nゲージ用の車輪と連結器（カプラー）が装着されており、他のモーター付き動力車と連結して走行させることができる。展示用ディスプレイ台座が付属している。ブラインドパッケージ仕様。
vol.1
2014年3月発売。ノーマル版とキャラクターの表情が異なるバリエーションがそれぞれ4種、シークレットが1種の計9種類。
- TM001:三陸鉄道 with 久慈ありす（車両は36-100形）
- TM002:京王電鉄 with 橋本わかば（車両は9000系）
- TM003:京阪電車 with 石山ともか（車両は600形）
- TM004:智頭急行 with 宮本えりお（車両はHOT3500形）
- シークレット

vol.2
2014年6月発売。ノーマル版とキャラクターの表情が異なるバリエーションがそれぞれ4種、シークレットが1種の計9種類。
- TM005:上田電鉄 with 八木沢まい（車両は7200系）
- TM006:東武鉄道 with 栗橋みなみ（車両は50050系）
- TM007:西武鉄道 with 川越いぶき（車両は総合検測車EM120形「Dr.Multi」）
- TM008:熊本市電 with 辛島みく（車両は1350形）
- シークレット

## 書籍
小説
『がんばれ!鉄道むすめ』（ISBN 978-4-05-604675-5）が2007年3月30日に学習研究社から発売された。久慈ありすの限定フィギュアが同梱される。
2008年3月に、上記の『がんばれ!鉄道むすめ』の続編『がんばれ!鉄道むすめ 奮闘編』（ISBN 978-4-05-903517-6）が同社メガミ文庫で発売された。
漫画
『鉄道むすめ〜Terminal Memory〜』（原案・トミーテック、ストーリー協力・明科実祐、作画・MATSUDA98）がアスキー・メディアワークスの月刊誌『月刊コミック電撃大王』で2008年8月号から2009年4月号までの間、連載されていた。銚子電鉄編、三陸鉄道編、広島電鉄編それぞれを2話ずつの全6話。単行本（ISBN 978-4-04-867721-9）は2009年4月27日に発売され、発売記念キャンペーンのスタンプが銚子電鉄の犬吠駅、三陸鉄道の久慈駅、広島電鉄の千田運転係に同年8月31日まで設置された。
キャラクターブック
『鉄道むすめ公式ガイドブック』（ISBN 978-4-05-604676-2） - 2007年3月30日に学習研究社から発売された。栗橋みなみの限定フィギュアが同梱される。
『鉄道むすめコレクション』（ISBN 978-4-635-82514-6） - 2023年9月15日に天夢人が発行、山と渓谷社から発売。編集は「旅と鉄道」編集部。デジタルスタンプラリー「"鉄道むすめ"巡り2023」（2023年3月17日から2024年4月15日まで開催）に参加する41人のキャラクター、および所属事業者についての情報などが掲載されている。
画集
『みぶなつき画集「鉄道むすめ〜鉄道制服読本〜」』（ISBN 978-4-04-868420-0） - 2010年4月1日にアスキー・メディアワークスより発売。表紙はみぶなつき描き下ろし。イラストのほかに、MATSUDA98による『鉄道むすめ〜Terminal Memory〜』の描き下ろしコミックや、明科実祐による書き下ろし小説も収録。

## CD
ドラマCD・キャラクターソングCDの登場人物およびその担当声優については、鉄道むすめの登場人物を参照。

### ドラマCD
2007年8月24日に『がんばれ!鉄道むすめ』登場キャラクターのドラマCD第1巻が、『鉄道むすめ 〜鉄道制服コレクション〜 ドラマCD 第1巻』（品番：FCCF-0001）のタイトルでフロンティアワークスから発売、ジェネオンエンタテインメントから販売された。栗橋みなみ・久慈ありす・渋沢あさぎ・鷹野みゆきの4人のエピソードが収録されている。特典として鷹野みゆきの限定フィギュアが同梱された。

### キャラクターソングCD
ランティス発売、キングレコード販売。イメージソングとモノローグが収録されている。主に彼女たちが働いている場所や沿線に因んだ内容がモチーフとされている（鍵括弧内はイメージソングの曲名）。
第1弾
2007年6月27日発売
- 『鉄道むすめ』キャラクターソングコレクション Vol.1 栗橋みなみ（品番：LACM-4375）「ドリームスペーシア」
- 『鉄道むすめ』キャラクターソングコレクション Vol.2 久慈ありす（品番：LACM-4376）「しおさいシュンフォニア」
- 『鉄道むすめ』キャラクターソングコレクション Vol.3 鷹野みゆき（品番：LACM-4377）「サニサニディ♪」

第2弾
2007年10月10日発売
- 『鉄道むすめ』キャラクターソングコレクション Vol.4 外川つくし（品番：LACM-4414）「デキたてすまいる」
- 『鉄道むすめ』キャラクターソングコレクション Vol.5 八木沢まい（品番：LACM-4415）「湯けむり慕情」
- 『鉄道むすめ』キャラクターソングコレクション Vol.6 門田さくら（品番：LACM-4416）「POLICE 24」

第3弾
2007年12月26日発売
- 『鉄道むすめ』キャラクターソングコレクション Vol.7 中山ゆかり（品番：LACM-4442）「スマイルループ」
- 『鉄道むすめ』キャラクターソングコレクション Vol.8 春日部しあ（品番：LACM-4443）「シアわせア・テ・ン・ド」
- 『鉄道むすめ』キャラクターソングコレクション Vol.9 大月みーな（品番：LACM-4444）「ゆられてミーナ」

第4弾
2008年3月26日発売
- 『鉄道むすめ』キャラクターソングコレクション Vol.10 渋沢あさぎ（品番：LACM-4469）「ロマンス105％」
- 『鉄道むすめ』キャラクターソングコレクション Vol.11 渡瀬きぬ（品番：LACM-4470）「strawberry story」
- 『鉄道むすめ』キャラクターソングコレクション Vol.12 平泉あおば＆つばさ（品番：LACM-4471）「くるくるコメット」

## ゲーム
タカラトミーがニンテンドーDS向けアドベンチャーゲーム『鉄道むすめDS〜Terminal Memory〜』を2008年10月9日に発売した。
フィギュア製品のキャラクターから登場したのは栗橋みなみ・久慈ありす・外川つくし・八木沢まい・大月みーな・鷹野みゆき・門田さくらの7人（前述の通り、ゲーム発売時点では釜石まなはフィギュア化されていない）。ドラマCD・キャラクターソングCDに登場するキャラクターについては声優の変更はない。その他の登場人物およびその声優については『鉄道むすめDS』の登場人物を参照。
限定版パッケージには上記の外川つくし限定フィギュア、および担当声優9人のスペシャルトークCD、イラスト集が同梱される。

### ゲーム内容
プレイヤーは架空の出版社「高富出版」の新入社員で、旅行雑誌「タビィーク」の専属カメラマン。「タビィーク」の新企画「はたらく鉄道むすめ」の取材のため、1年間日本全国を巡り、また、高富出版で毎年3月に開催される「高富ベストカメラマン賞」を目指してゆく。

## テレビドラマ
2008年9月3日、本シリーズを元にしたテレビドラマ『ドラマ 鉄道むすめ〜Girls be ambitious!〜』の制作が発表された。同年10月から以下の独立UHF局6局（東名阪ネット6）で全13回（1回30分）放送された。ステレオ放送。ハイビジョン制作。放送された地域では再放送が複数回行われた場所があるほか、2011年1月以降、これまで放送されていなかった地域でも放送が始まっている。
大月みーな、外川つくし、中山ゆかり、八木沢まい、羽田あいる、橘らいか、および川口みそのを主人公にした内容で、ストーリーはキャラクターごとに独立したオムニバス形式となる。橘らいかは1話、他の6人は2話完結。

### キャスト
- 各編の主人公についてはフィギュア製品の登場人物を、その他の登場人物については『ドラマ 鉄道むすめ』の登場人物を参照。

### 主題歌
オープニング
「want you DARLING」 - 作詞・作曲・唄/阿部真央
エンディング
第1話・第2話 「一番星」 - 作詞・作曲・編曲/S.K.Line、唄/稲岡綾（歌スタ エイベックス・スペシャル・エディション -SONG OF LIFE-に参加）
第3話・第4話 「君への地図」 - 作詞・作曲・編曲/S.K.Line、唄/稲岡綾
第5話・第6話 「夢の欠片」 - 作詞/永原さくら、作曲・編曲/小高光太郎、歌/Ceui
第7話・第8話 「Destiny」 - 作詞/くみはし佑、作曲・編曲/小高光太郎、歌/Ceui
第9話・第10話 「記念日に逢いましょう」 - 作詞/タイラヨオ、作曲・編曲/佐野貴幸、歌/神宮寺結子
第11話・第12話 「ススメ。」 - 作詞/永原さくら、作曲・編曲/小高光太郎、歌/神宮寺結子
第13話 「TO the Fight」 - 作詞・作曲・編曲・プロデュース/S.K.Line、エンジニア/Issy K、歌/神宮寺結子
エンディングの7曲と挿入歌を収めたCD『ドラマ 鉄道むすめ 〜Girls be ambitious!〜 オリジナルサウンドトラック』がポニーキャニオンから2009年8月19日に発売されている。

### 各話リスト
| 各話   | タイトル                         | 脚本     | 監督           |
| ------ | -------------------------------- | -------- | -------------- |
| 第1話  | 京成電鉄 中山ゆかり編 前編       | 赤松義正 | 田中誠         |
| 第2話  | 京成電鉄 中山ゆかり編 後編       | 赤松義正 | 田中誠         |
| 第3話  | 埼玉高速鉄道 川口みその編 前編   | 横幕智裕 | 広瀬陽         |
| 第4話  | 埼玉高速鉄道 川口みその編 後編   | 横幕智裕 | 広瀬陽         |
| 第5話  | 富士急行 大月みーな編 前編       | 横幕智裕 | 東條政利       |
| 第6話  | 富士急行 大月みーな編 後編       | 横幕智裕 | 東條政利       |
| 第7話  | 銚子電鉄 外川つくし編 前編       | 赤松義正 | ジョン・ヒジリ |
| 第8話  | 銚子電鉄 外川つくし編 後編       | 赤松義正 | ジョン・ヒジリ |
| 第9話  | 東京モノレール 羽田あいる編 前編 | 赤松義正 | 佐藤竜憲       |
| 第10話 | 東京モノレール 羽田あいる編 後編 | 赤松義正 | 佐藤竜憲       |
| 第11話 | 上田電鉄 八木沢まい編 前編       | 横幕智裕 | 東條政利       |
| 第12話 | 上田電鉄 八木沢まい編 後編       | 横幕智裕 | 東條政利       |
| 第13話 | 鉄道アイドル見習い 橘らいか編    | 横幕智裕 | 佐藤竜憲       |

- 原案 - トミーテック
- 制作 - ポニーキャニオン、ジョリー・ロジャー、東名阪ネット6、ポニーキャニオンエンタープライズ

### 放送局
| 放送対象地域 | 放送局                          | 放送期間                                      | 放送日時           | 放送区分       |
| ------------ | ------------------------------- | --------------------------------------------- | ------------------ | -------------- |
| 神奈川県     | テレビ神奈川（tvk）             | 2008年10月10日 - 2009年1月9日                 | 金曜 21:00 - 21:30 | 独立UHF局      |
| 兵庫県       | サンテレビ（SUN）               | 2008年10月10日 - 2009年1月9日                 | 金曜 21:30 - 22:00 | 独立UHF局      |
| 京都府       | 京都放送（KBS京都）             | 2008年10月10日 - 2009年1月16日                | 金曜 22:00 - 22:30 | 独立UHF局      |
| 三重県       | 三重テレビ（MTV）               | 2008年10月12日 - 2009年1月31日                | 日曜 22:55 - 23:25 | 独立UHF局      |
| 埼玉県       | テレビ埼玉（テレ玉・TVS）       | 2008年10月13日 - 2009年1月28日                | 月曜 24:30 - 25:00 | 独立UHF局      |
| 千葉県       | チバテレビ（CTC）               | 2008年10月14日 - 2009年1月17日                | 火曜 23:00 - 23:30 | 独立UHF局      |
| 宮城県       | 仙台放送（OX）                  | 2009年10月2日 - 2009年12月25日                | 金曜 25:50 - 26:20 | フジテレビ系列 |
| 日本全域     | ファミリー劇場 ファミリー劇場HD | 2009年10月11日（一挙放送）                    | 12:00 - 18:30      | CS放送         |
| 北海道       | 札幌テレビ（STV）               | 2011年1月5日 - 2011年3月30日                  | 水曜 25:34 - 26:04 | 日本テレビ系列 |
| 熊本県       | 熊本朝日放送（KAB）             | 2011年1月6日 - 2011年4月7日                   | 木曜 26:00 - 26:30 | テレビ朝日系列 |
| 長野県       | 長野朝日放送（ABN）             | 2011年1月15日 - 2011年4月23日                 | 土曜 25:30 - 26:00 | テレビ朝日系列 |
| 福岡県       | TVQ九州放送（TVQ）              | 2011年4月10日 - 2011年6月26日                 | 日曜 5:00 - 5:30   | テレビ東京系列 |
| 福島県       | 福島中央テレビ（FCT）           | 2011年4月12日 - 2011年7月19日                 | 火曜 25:29 - 25:59 | 日本テレビ系列 |
| 日本全域     | 鉄道チャンネル                  | 2011年9月、2012年4月 - 2012年9月、2013年2月 - | 不定期             | CS放送         |
| 日本全域     | MONDO TV                        | 2012年10月 - 2013年1月                        | 不定期             | CS放送         |

- 年末年始編成を跨いでの放送であったため、最終回が通常の編成に組まれず、別枠で放送した放送局が多数ある。そのため、局によって放送期間に差がある。

## 関連製品・サービス

### プライズ景品「鉄道むすめ 特別快速」
いずれも発売はセガ。
- 2007年11月に、vol.3の渋沢あさぎ・久慈ありすをモデルとした2種類を高さ16 - 17cm程度の大型フィギュアを景品として稼動開始した。
- 2008年4月にフラッシュプレート（ソーラーパネルとLEDを組み込んだキーホルダー）を景品として稼動開始した。景品はvol.3の鷹野みゆき・渋沢あさぎ・栗橋みなみ・久慈ありすをモデルとした4種類。
- 2008年8月に「おんたま」（サウンドロップのような卵形の音声入りキーホルダー）を景品として稼動開始した。景品はvol.3の鷹野みゆき・栗橋みなみ・久慈ありすとvol.4の外川つくしをモデルとした計4種類。
- 2009年5月にvol.5の門田さくらと、vol.7の川口みそのの2種類をモデルとした大型フィギュアを景品として稼動開始した。

### 鉄道むすめリトルマスコット
発売はタカラトミーアーツ（旧ユージン）。カプセル形態での販売。デフォルメしたキャラクターデザインを基にした全高3cmほどの大きさのデフォルメフィギュアとボールチェーン、プレート（各事業者の切符やカードなどをあしらったデザイン）を組み合わせたマスコットフィギュアである。
- 2009年3月にPart1が発売。平泉つばさ・久慈ありす・大月みーな・鷹野みゆき・春日部しあの5種類＋シークレット（春日部しあの色違い）。
- 2009年11月にPart2が発売。八木沢まい・外川つくし・神前みーこ・米原はるか・姫宮ななの5種類。

### 携帯コンテンツ『鉄道むすめ』
2008年4月7日にタカラトミーが開始した携帯電話向けコンテンツのサービスで、八木沢まい・久慈ありす・外川つくし・栗橋みなみ・鷹野みゆき・大月みーな・門田さくらの7人が登場する。

### iPhoneアプリ「鉄道むすめ・三陸鉄道」
2010年8月に株式会社JETMANが発売開始した三陸鉄道の運行通知iPhone/iPod touch用アプリである。

### ねんどろいど
該当記事も参照。開発元はグッドスマイルカンパニー、発売元はトミーテック。当初は独自ブランドのてつむす GOKKOとして発表された。
- No.346 久慈ありす
- No.347 鷹野みゆき
- No.373 釜石まな
- No.374 的場まりな
- No.415 栗橋みなみ
- No.416 門田さくら
- No.527 鬼怒川みやび

### figma
該当記事も参照。開発元はグッドスマイルカンパニー、発売元はトミーテック。
- No.SP-062 久慈ありす

### その他
- T2GS（旧トミーゼネラルサービス）が展開していた通販サイト「コッペパン」で、vol.3購入者にvol.3久慈ありすのマウスパッドをプレゼントするキャンペーンを実施した。
- アニメイトはvol.3の発売時に、vol.3のキャラクターをあしらったマウスパッド、缶バッジセット、卓上カレンダー、テレホンカード、吊革ストラップ、クリアファイルを発売した。また、各店舗では発売連動キャンペーンとして購入者へのディスプレイスタンドのペーパークラフト配布を実施した。同キャンペーンはvol.4発売時も実施され、スティックポスター、ストラップ、キーホルダー、マウスパッド、クリアファイルが発売された。発売元はムービック。

## 鉄道・鉄道関連事業者による使用

### 函館市企業局交通部
2011年3月31日までは函館市交通局。本節では当時の名称で表示している。
- 2009年6月7日から、柏木ゆのデザインの市電1日乗車券を1,000枚限定で販売した。また、同年8月1日から発売された新デザインの箱館ハイカラ號の専用乗車券には柏木ゆののイラストが使用されている。
- 2009年10月、『2009函館開港150周年記念乗車券』に「鉄道むすめ/柏木ゆの」のコンテナコレクション（前述の一般販売品）をおまけとして付けて販売した。また、12月1日以降の同券購入者に、オリジナルのキーホルダーのプレゼントを行なった。表面に柏木ゆの、裏面に函館市電の定期券をイメージしたプリントとなっている。
- 2010年3月22日に行われた9600形9602号車の記念運行イベントの参加者に、オリジナルキーホルダーが記念品として配布された。表面に同車と松風かれん、裏面に函館市電の定期券をイメージしたプリントとなっている。
- 2010年の路面電車の日のPRの一環で、9600形9601号車「らっくる号」に松風かれんのイラストがラッピングされ、同車の液晶ディスプレイ案内にも松風かれんが登場した。5月20日から7月20日まで運行した。また、同ラッピングを施されたダイキャストカー「松風かれんのラッピングらっくる号」、松風かれんデザインの「路面電車の日記念市電1日乗車券」の販売も行われた。
- 同年7月に発売された箱館ハイカラ號のダイキャストカーを函館市交通局（通信販売も含む）で購入した先着2,000個分に「柏木ゆのと箱館ハイカラ號のコラボカード」がプレゼントされた。
- 2011年、「ドア挟み事故防止」を目的として「鉄道むすめ/松風かれん」イラストのステッカーを作成し、函館市電車内で使用している。このステッカーは、函館市企業局交通部で発売もしている。

### 青い森鉄道
- 2015年3月21日から、「全国"鉄道むすめ"巡り2015」（2015年3月21日から2016年2月29日まで開催）のPRを目的として、仙台空港鉄道との共同企画により「全国“鉄道むすめ”巡り2015 記念共同乗車券・入場券セット」を青森駅と浅虫温泉駅で数量限定で発売した[5]。

### 弘南鉄道
- 2018年10月4日から、弘南線の7000系1編成に、平賀ひろこと『路娘MOTION』の白雪つばさをデザインしたヘッドマークが付いた列車を運行している[6]。

### 三陸鉄道
- 2008年2月8日 - 14日、バレンタインデーに合わせて手作り風メッセージカードを封入した「ありすのショコラ」を発売した。2009年 - 2011年の同時期にも同様の商品を発売した。
- 2008年4月20日、久慈ありすの大好物という設定で「ほやの燻製」の発売を開始した。パッケージに「ありす」の文字が入っているが、キャラクターの絵は描かれていない。
- 2008年10月11日、北リアス線久慈駅 - 普代駅間で企画型団体列車「久慈ありすのスイーツ列車」を運転する。MATSUDA98が書き下ろした久慈ありすの色紙がヘッドマークとして使用された。また、満員御礼記念商品「久慈ありすの特別辞令書」を37部限定で販売した。なお、当日好評を博した久慈ありすのイラストケーキは、同年11月29日に3個限定で販売した。
- 2009年初日の出記念往復割引きっぷ「野田玉川銭神ご来光祈願切符」（久慈 - 野田玉川間）を「久慈ありす合格祈願絵馬切符」として2008年12月20日に発売した。絵馬型のきっぷに久慈ありすイラスト（リトルマスコットの絵柄）が添えられたものである。
- 2009年3月には開業25周年企画の一環として「鉄道むすめキャラクター久慈ありすイラスト大募集」と銘打ったイラストの一般公募・投票企画を実施し、上位4作品がゴールデンウィーク期に三陸鉄道の車両のヘッドマークとして掲示された。8月1日からは同絵柄を南部煎餅にプリントした「久慈ありすイラストそのまま煎餅」も販売した。
- 2009年4月には、みぶなつき描き下ろしによる久慈ありすと釜石まな（いずれも同年4月18日からの新制服）のポスターが発表され、4月18日の開業25周年記念式典会場で200部が先行販売され、4月29日から三陸鉄道各駅の窓口で一般販売を開始した。また、同絵柄のクリアファイルが9月5日から販売された。
- 2009年11月1日に開催された「秋のさんてつ祭り」で、「鉄道むすめサミット」、「久慈ありすバースデイパーティー」を行なった。また同日から、バッジセット（三鉄25周年ロゴマーク＆ありす＆まな）、久慈ありすデザイン・釜石まなデザインの手ぬぐいの販売を開始した。前日の10月31日には前夜祭列車の運転も行い、久慈ありすのダイヤ札・前夜祭列車ヘッドマークミニチュアを車内限定で販売した。
- 2010年5月1日 - 9日の間、「ありすとまなのGW花満開まつり」を開催した。久慈駅にて「ありすとまな展」が開かれ、久慈ありすを冠した商品の期間限定発売も行われ、5月2日には臨時列車「ありす花満開号」を運行した。
- 2010年7月 - 8月に「第2回久慈ありすイラストコンテスト」を開催した。上位作品は、2011年春に列車のヘッドマークとして使用される予定であったが、地震のため延期され、8月5日から24日に改めて使用された。
- 2010年12月、温暖化防止月間の一環として、釜石まなを地球温暖化防止PRキャンペーンポスターに使用し、これを車内に掲示したPR列車を毎日運行した。また、釜石駅と盛駅において、期間中の毎週末に釜石まなの温暖化防止PRステッカーのプレゼントが三陸鉄道利用者を対象に行われた。
- 2016年11月5日、臨時貸切列車「ありすのバースデーパーティー列車」を運行した[7]。

### 仙台空港鉄道
- 2014年10月6日から、杜みなせのイラストを使用した「杜みなせ クリアファイル」を仙台空港線（仙台空港アクセス線）の各駅（名取駅を除く）、宮城県庁売店、東京都豊島区のアンテナショップ「宮城ふるさとプラザ」、鉄道イベント会場などで発売した[8]。
- 2015年3月21日から、「全国"鉄道むすめ"巡り2015」のPRを目的として、青い森鉄道との共同企画により「全国“鉄道むすめ”巡り2015 記念共同乗車券・入場券セット」を仙台空港駅で数量限定で発売した[9]。
- 2015年11月16日から、「杜みなせカレンダー2016」を仙台空港線の一部の駅とYahoo!ショッピングの通販サイト「仙台空港鉄道グッズショップ」で発売した[10]。

### 山形鉄道
- 2015年8月8日から、「鮎貝りんごグッズ」としてクリアファイルとミニのぼり旗を長井駅と赤湯駅で発売している[11]。
- 2015年10月31日・11月1日に茨城県ひたちなか市のひたちなか市総合運動公園で開催された「ひたちなか市産業交流フェア」にて、鮎貝りんごの等身大パネルとのぼり旗を数量限定で発売した[12]。
- 2017年2月11日から2018年5月31日まで、鮎貝りんごなど東北地方の鉄道企業に所属する9人の鉄道むすめのイラストのラッピングを施したラッピング電車を運行している[13][14]。

### 関東鉄道
- 2017年3月3日から、寺原ゆめみをデザインした記念乗車券「キハ5010形/寺原ゆめみダブルDEBUT！MEMORIAL乗車券」、クリアファイル、アクリルキーホルダーを一部の駅で発売した[15]。

### 上信電鉄
- 2015年7月18日から9月27日まで、東武鉄道・わたらせ渓谷鐵道・上毛電気鉄道、および東日本旅客鉄道（JR東日本）高崎支社のキャラクター「SL兄弟」との共同企画として、「鉄道むすめ&SL兄弟スタンプラリー」を開催した。各社合わせて全6か所の特定の駅にスタンプ台を設置し、専用パンフレットにスタンプを3個以上押すことでプレゼントが贈呈された[16]。
- 2015年12月27日から、富岡しるくと群馬県のマスコットキャラクター「ぐんまちゃん」のイラストのラッピングを施した「ぐんまちゃん列車」を運行している[17][18]。

### 上毛電気鉄道
- 2015年4月26日に大胡駅最寄の大胡電車庫で開催された「春のイベント2015」にて、「北原ゆうきグッズ」としてデビュー記念乗車券、のれん、マウスパッドを数量限定で発売した[19]。
- 2015年7月18日から9月27日まで、上信電鉄・東武鉄道・わたらせ渓谷鐵道、および東日本旅客鉄道（JR東日本）高崎支社のキャラクター「SL兄弟」との共同企画として、「鉄道むすめ&SL兄弟スタンプラリー」を開催した。詳細は上記の上信電鉄の節を参照。

### わたらせ渓谷鐵道
- 2015年7月18日から9月27日まで、上信電鉄・東武鉄道・上毛電気鉄道、および東日本旅客鉄道（JR東日本）高崎支社のキャラクター「SL兄弟」との共同企画として、「鉄道むすめ&SL兄弟スタンプラリー」を開催した。詳細は上記の上信電鉄の節を参照。

### 埼玉高速鉄道
- 2010年12月16日正午、ステーションポスターの通常製品に収録される川口みそのポスター2種と特製クリアファイル2点をセットにした「ステーションポスター限定版セット」を埼玉高速鉄道の通販サイト「彩モール」で予約受付を開始、発売した。
- 2013年9月28日から2014年3月31日まで、川口みその（大人券）と美園みはと（小児券）がデザインされた親子きっぷ「2013鉄道の日記念1日乗車券」を埼玉高速鉄道線の各駅（赤羽岩淵駅を除く）や鉄道イベント会場で数量限定で発売した[20]。

### 埼玉新都市交通
- 2018年2月10日から、丸山はやみをデザインした1日乗車券「丸山はやみ誕生記念1日フリー乗車券」を数量限定で発売した。同日から、丸山はやみのイラストを使用した特別ヘッドマーク付きの列車を運行した[21]。

### 西武鉄道
- 2010年4月3日から5月9日まで「鉄道むすめスタンプラリー」として、椎名町駅・上石神井駅・玉川上水駅に鉄道むすめの等身大パネルとスタンプ台を設置した。用紙に2駅のスタンプを押すと、設置駅にてオリジナルクリアファイル（各駅設置駅ごとに異なるデザイン）がプレゼントされた。
- 2016年9月から、伊豆箱根鉄道・近江鉄道との共同企画として、「西武グループ×鉄道むすめ」記念乗車券を数量限定で発売した。台紙のデザインは各社でそれぞれ異なる。24日に近江鉄道彦根駅前で開催された「近江鉄道グループありがとうフェスタ」にて3社分1組で先行発売し、伊豆箱根鉄道と近江鉄道は26日、西武鉄道は27日からそれぞれ一部の駅で一般発売した[22]。

### 秩父鉄道
- 2014年6月28日から12月31日まで、「鉄道むすめ「桜沢みなの」誕生記念乗車券」を秩父本線の一部の駅と秩父鉄道の通販サイト「ちちてつe-shop」で数量限定で発売した[23]。
- 2014年7月26日から、「鉄道むすめ『桜沢みなの』オリジナルクリアファイル」を秩父本線の一部の駅と秩父鉄道の通販サイト「ちちてつe-shop」で発売した[24]。
- 2014年8月15日から、「鉄道むすめ『桜沢みなの』オリジナルチケットホルダー」を秩父本線の一部の駅と秩父鉄道の通販サイト「ちちてつe-shop」で発売した[25]。
- 2015年3月21日から5月31日まで、「「桜沢みなの」1stバースデー記念入場券」を秩父本線の一部の駅と秩父鉄道の通販サイト「ちちてつe-shop」で数量限定で発売した。また、発売期間中は桜沢みなの誕生1周年記念のヘッドマークを掲出した車両を運行した[26]。
- 2015年5月16日に広瀬川原車両基地で行われた「わくわく鉄道フェスタ2015」において、「鉄道むすめコーナー」を設け、「広瀬川原駅入場券（桜沢みなのver）」など鉄道むすめグッズの発売、オリジナルポストカードの配布などを行なった[27]。
- 2015年11月14日から、桜沢みなののイラストを使用した「秩父夜祭記念乗車券」を秩父本線の一部の駅と秩父鉄道の通販サイト「ちちてつe-shop」で数量限定で発売した[28]。
- 2016年2月1日から3月6日まで、「鉄道むすめ桜沢みなのロウバイ観賞記念乗車券」を秩父本線の一部の駅と秩父鉄道の通販サイト「ちちてつe-shop」で発売した[29]。
- 2016年2月2日から、「鉄道むすめ「桜沢みなの」クリアファイル第二弾」を秩父本線の一部の駅と秩父鉄道の通販サイト「ちちてつe-shop」で発売した[30]。
- 2016年5月21日に広瀬川原車両基地で行われた「わくわく鉄道フェスタ2016」において、「鉄道むすめ「桜沢みなの」ボールペン」や「鉄道むすめ「桜沢みなの」誕生2周年記念入場券セット」など鉄道むすめグッズの発売、オリジナルポストカードの配布などを行なった[31]。
- 2018年3月24日、イベント列車「でんしゃdeマルシェ〜桜沢みなの4thバースデーパーティー〜」を運行した[32]。

### 新京成電鉄
- 2021年4月21日から、「五香たかねデビュー記念乗車券・入場券」を新京成線（現・京成松戸線）の京成津田沼駅を除く各駅で数量限定で発売した。また、同年4月22日から、五香駅構内の看板に五香たかねのイラストを装飾した[33]。
- 2022年4月21日から9月30日まで、「鉄道むすめ～五香たかね～デビュー1周年記念乗車券」を新京成線の京成津田沼駅を除く各駅で数量限定で発売した[34]。
- 2022年6月23日から、高根木戸駅構内の看板に五香たかねのイラストを装飾した[35]。

### 銚子電気鉄道
- 2010年6月頃から銚子電気鉄道のパンフレットに外川つくしのイラストが使用されている。
- 2011年7月30日から9月29日まで、外川つくしイラスト仕様の「2DAYコマワリ手形」（銚子電鉄2日間乗り降り自由の切符）を銚子電鉄の有人駅および列車内で発売した。
- 2014年5月1日から6日まで、外川つくしがデザインされた「外川つくし・誕生日記念券」を犬吠駅と外川駅で数量限定で発売した。両駅でそれぞれ種類が異なり、犬吠駅は入場券、外川駅は乗車券となっている[36]。
- 2016年5月1日から、「外川つくし 2016バースデー記念券」を発売した。また、同年5月1日から8日まで、「2016外川つくしBirthday記念ヘッドマーク」を掲出した車両を運行した[37]。

### 京王電鉄
- 2014年5月3日から、京王れーるランド、カレーチェーン店「カレーショップC&C」（一部店舗を除く）および通販サイト「Amazon.co.jp」にて、レトルトカレー「京王電鉄運転士 橋本わかばの「新宿カレー」」をレストラン京王より数量限定で発売した。箱のパッケージに橋本わかばのイラストを使用しており、全4種類の特典カードが1箱につき1枚付属する[38]。同年9月11日からは特典カードのデザインを変更して追加販売が行われ、特定のサービスエリア内の売店および通販サイト「Yahoo!ショッピング」・「楽天市場」でも発売された[39]。

### 多摩都市モノレール
- 2010年10月7日から、立川いずみと多摩都市モノレールをデザインした一日乗車券を一部の駅で数量限定で発売した。
- 2022年3月27日から、立川いずみのグッズ5種類を新発売[40]。商品はアクリルスタンド（通常版・SD版）、ラバーキーホルダー（SD版）、缶バッジ（通常版、SD版）。通常版はみぶなつき、SD版は宙花こよりの既存イラストを使用[40]。販売場所は多摩センター駅と立川北駅構内のセブン-イレブン3店舗[40]。またグッズ発売に合わせて車内を「鉄道むすめ」のポスターで装飾し、立川いずみのヘッドマークを装着した列車を同日から同年5月10日まで運行した[40]。

### 東武鉄道
- 2006年3月19日、前日3月18日のダイヤ改正と翌日3月20日の新制日光市誕生を記念して、vol.2の栗橋みなみをデザインしたSFとーぶカード（パスネット）を東武日光駅の記念イベント会場限定で発売した。なお、トミーテックも同イベントに合わせてvol.2のパッケージデザインと栗橋みなみをあしらったマウスパッドを発売した。
- 2006年11月19日に南栗橋車両管理区（現・南栗橋車両管区）で行われた「東武ファンフェスタ」において、開催と南栗橋駅開業20周年を記念してvol.3の栗橋みなみ（とぶっち付き）・渡瀬きぬのSFとーぶカードを発売した。
- 2007年11月25日に南栗橋車両管理区で行われた「東武ファンフェスタ」において、前年同様vol.3の栗橋みなみのカードケースを発売した。
- 2013年10月19日にはアニメとマンガの総合イベント「アニメ・マンガまつり in 埼玉」（アニ玉祭）が大宮ソニックシティにて開催されたことに伴い、栗橋商工会（現・久喜市商工会栗橋支所）の観光大使「ミスくりはし」が栗橋みなみと栗橋あかなの制服を着用してツアー客を案内する臨時列車「アニ玉コスプレトレイン」を伊勢崎線（東武スカイツリーライン）とうきょうスカイツリー駅 - 野田線大宮駅間で運行した[41]。
- 2013年12月には東武鉄道ポータルサイトで、鬼怒川みやびの登場を発表した。2014年1月15日からデビューキャンペーン第1弾として「鬼怒川みやびデビュー記念スタンプラリー」、同年2月15日から第2弾として「鬼怒川温泉スタンプラリー」をそれぞれ同年3月31日まで開催した[42]。同年3月15日・16日には第3弾として鬼怒川温泉駅および駅周辺施設にて「鉄道むすめスプリングフェスタin鬼怒川温泉」を開催し、スタンプラリー抽選会やグッズ販売、尾崎真実らによるトークショー、尾崎が声を演じる鬼怒川みやびによる駅構内放送などが行われた[43]。
- 2015年1月16日から3月31日まで、鉄道むすめ誕生10周年記念企画として、「鉄道むすめ10周年記念スタンプラリー in 東武鉄道」を開催した。特定の駅構内や特急列車内など全8か所にスタンプ台を設置し、用紙に押したスタンプに応じてプレゼントが贈呈された。開催期間中はスカイツリートレインの4両編成中2両の車内に東武グループの鉄道むすめのイラストのラッピングを施した列車を運行し、運行開始日の1月17日には野田線（東武アーバンパークライン）大宮駅にて出発イベントを開催した[44]。
- 2015年3月13日・14日には「東武“鉄道むすめ”スプリングフェスタ2015 in 鬼怒川温泉」を開催した。会場・内容は概ね前年と同じである[45]。
- 2015年7月18日から9月27日まで、上信電鉄・わたらせ渓谷鐵道・上毛電気鉄道、および東日本旅客鉄道（JR東日本）高崎支社のキャラクター「SL兄弟」との共同企画として、「鉄道むすめ&SL兄弟スタンプラリー」を開催した。詳細は上記の上信電鉄の節を参照。
- 2016年1月15日から3月31日まで、「鉄道むすめスタンプラリー2016 in東武鉄道」を開催した。特定の駅構内や特急列車内など全8か所にスタンプ台を設置し、用紙に押したスタンプに応じてプレゼントが贈呈された[46]。
- 2016年3月13日には「東武鉄道むすめ スプリングフェスタ in 鬼怒川温泉2016」を開催した。会場・内容は概ね前年と同じである[47]。
- 2017年12月8日から2018年3月25日まで、「鉄道むすめ&SLスタンプラリー2017 in 東武鉄道」を開催した。内容は概ね前年と同じだが、スタンプの設置個所に変更点がある[48]。
- 2019年1月5日から3月24日まで、「鉄道むすめ&SL大樹・DL大樹スタンプラリー2019in東武鉄道」を開催した。内容は概ね「2017」と同じだが、スタンプの設置個所に変更点がある[49]。
- 2020年1月4日から3月22日まで、「鉄道むすめ&SL大樹スタンプラリー2020 in 東武鉄道」を開催した。内容は概ね「2019」と同じだが、スタンプの設置個所に変更点がある[50]。

なお、vol.7にゲスト扱いで登場した姫宮ななについては個別項目を参照。

### 相模鉄道
- 2016年7月7日から8月31日まで、星川みほしをデザインした記念入場券「鉄道むすめ「星川みほし 1st 記念入場券セット」」を星川駅と上星川駅で数量限定で発売した。デザインは両駅でそれぞれ異なる[51]。
- 2016年7月7日から、星川みほしをデザインした駅名キーホルダー「星川みほし駅名キーホルダー」2種類と、スマートフォンスタンドキーホルダー「星川みほしスマホスタンドキーホルダー」を相鉄グッズショップ「そうにゃん」で発売している[52]。
- 2016年11月1日から12月31日まで、記念入場券「鉄道むすめ「星川みほし制服リニューアル記念入場券セット」」を星川駅と上星川駅で数量限定で発売した。同じく11月1日から、「星川みほし（新制服）駅名キーホルダー」2種類、「星川みほし（新制服）スマホスタンドキーホルダー」、「星川みほし（新・旧制服）缶バッジ」を相鉄グッズショップ「そうにゃん」で発売している[53]。
- 2017年2月11日から12月29日まで、記念入場券「つなげて！全国“鉄道むすめ”巡りスタンプラリー記念入場券セット」を数量限定で発売した。2月11日から2月28日までは星川駅と上星川駅、3月1日から12月29日までは相鉄グッズショップ「そうにゃん」で発売した[54]。同じく2月11日から、「星川みほし駅名キーホルダー（スタンプキャラクター）」2種類などの新商品を相鉄グッズショップ「そうにゃん」で発売している[55]。

### 横浜シーサイドライン
- 2014年10月5日から、柴口このみのイラストを使用した「鉄道むすめデビュー記念乗車券」を鉄道イベント会場で数量限定で発売した[56]。
- 2014年12月20日および21日にはシーサイドライン開業25周年記念企画としてイベント列車「クリスマス列車 柴口このみ号」を運行した。参加者全員へのプレゼント贈呈、車両の洗浄体験、柴口このみの等身大パネルが当たるスペシャル抽選会などが行われた[57]。
- 2014年12月24日から、柴口このみのイラストを使用した記念乗車券「幸福きっぷ」、ICカード用パスケース、クリアファイルを新杉田駅・並木中央駅・金沢八景駅で発売した[58]。
- 2015年10月4日から、記念乗車券「幸福きっぷ」を数量限定で発売した[59]。
- 2015年12月19日および20日、イベント列車「クリスマス列車 柴口このみ号」を運行した。内容は概ね前年と同じである[60]。
- 2016年4月2日に並木中央駅最寄の横浜シーサイドライン車両基地で開催された「第5回シーサイドラインフェスタ 2016」にて、「柴口このみグッズ」など鉄道むすめグッズの発売、「鉄道むすめ集合紙袋」の配布などを行なった[61][62]。
- 2016年10月2日から、記念乗車券「幸福きっぷ」とノートを発売した[63]。
- 2016年12月17日、イベント列車「クリスマス列車2016 柴口このみ号」を運行した。内容は概ね前年と同じである[64][65]。
- 2017年4月8日、シーサイドラインフェスタ2017にて「リアル柴口このみ」こと幸野ゆりあがプロモーションガールとして認定された[66]。
- 2017年12月16日、イベント列車「クリスマス列車2017 柴口このみ号」を運行した。内容は概ね前年と同じである[67]。
- 2018年12月15日、イベント列車「クリスマス列車2018 柴口このみ号」を運行した。内容は概ね前年と同じである[68]。

### 富山ライトレール
- 2010年8月19日から事業開始したポートラム・アテンダントの制服をトミーテック『鉄道むすめ』が監修協力した。「鉄道コレクション」でポートラム車両をリリースするなど、富山ライトレールとトミーテックの2社間での密接な協力関係から成り立った。なお、ポートラム・アテンダントの事業開始時点では『鉄道むすめ』化はなされていなかったが、第50回全日本模型ホビーショーにて、ポートラム・アテンダントのキャラクター化が発表され、「岩瀬ゆうこ」が誕生した。
- 2011年7月23日から8月31日まで行われた『ライトレールマスタースタンプラリー』に関連して、岩瀬ゆうこをデザインしたシールを列車内でポートラム・アテンダントにより配布し、岩瀬ゆうこをデザインした1日乗車券（大人券：3種類）を発売した。
- 2013年7月27日から9月30日まで、「全国"鉄道むすめ"巡り2nd」（2013年1月11日から9月30日まで開催）のPRを目的として、TLR0600形の2編成にMATSUDA98が描き下ろしたイラストのラッピングを施した「鉄道むすめラッピング電車」を運行した。これに合わせて、立体型記念乗車券「PORTRAM×鉄道むすめ限定切符」、みぶなつきのイラストをデザインした1日乗車券をそれぞれ数量限定で発売するなど、多数の関連企画を実施した。同年8月28日から、ラッピング電車を再現した鉄道コレクション「鉄道むすめラッピングNゲージ」を富山ライトレール本社およびポートラムショップ富山駅北で発売し、その後通信販売が行われた[69]。
- 2015年9月16日から、「全国"鉄道むすめ"巡り2015」のPRを目的として、TLR0600形の2編成にMATSUDA98が描き下ろしたイラストのラッピングを施した「鉄道むすめラッピング電車」を運行した。また、京阪電気鉄道との共同企画により、同年10月10日から2016年3月31日まで、「「富山ライトレール富山港線×京阪電車大津線」鉄道むすめ特製乗車券」（富山ライトレール発売分）を発売した[70]。

### 万葉線
- 2018年1月10日から3月25日まで、「吉久こしの お披露目キャンペーン」を実施した。キャンペーン期間中に発売した「鉄道むすめ1日フリーキップ」には、オリジナルグッズが抽選で当たる応募券、沿線の飲食店などで料金が割引になるキャンペーンクーポンなどが付属している[71]。

### のと鉄道
- 2010年9月18日から、「「和倉ななお」の…まいもんクッキー」を穴水駅にて販売開始した。味は紅茶、ヘーゼルナッツ、黒ごまの3種類（パッケージは同じもので袋の掛け紙部分は、ステッカーとして使用可能）。なお、和倉ななおは『料理が得意。お菓子作りも得意。特にクッキーは絶品。』という設定になっている。2011年8月からは新パッケージとなっている。

### 上田電鉄
- 2013年8月8日から、入場券2枚と八木沢まいをデザインした硬券2枚の切符セット「八木沢まい きっぷセット」を別所線の一部の駅と鉄道イベント会場で数量限定で発売した[72]。
- 2013年10月12日から、八木沢まいと別所線存続支援キャンペーンキャラクターの北条まどかをそれぞれデザインした2枚1セットのクリアファイル「上田電鉄クリアファイルセット」を別所線の一部の駅と鉄道イベント会場で発売した[73]。
- 2014年5月5日から「全国"鉄道むすめ"巡り3rd」（2014年2月1日から9月30日まで開催）のPRを目的として、「八木沢まい記念乗車券」を別所温泉駅と鉄道イベント会場で数量限定で発売した[74]。
- 2014年5月5日、下之郷駅最寄の下之郷電車庫にて「第19回丸窓まつり」が開催されたことに伴い、八木沢まいと北条まどかのイラストを使用したヘッドマーク付き臨時列車「まどか&まいトレイン」を別所線上田駅 - 下之郷駅間で運行した[75]。
- 2014年8月8日から、八木沢まいのイラストと上田電鉄の車両写真をデザインしたスマートフォンスタンド「八木沢まいスマホスタンド」を別所線の一部の駅と鉄道イベント会場で発売した[76]。
- 2016年10月8日から、アルピコ交通との共同企画として、八木沢まいとアルピコ交通のキャラクターの渕東なぎさをデザインした「上田電鉄×アルピコ交通 コラボレーションきっぷセット」を別所線の一部の駅と鉄道イベント会場で数量限定で発売した[77]。

### 長野電鉄
- 2019年5月31日から、8500系の1編成に朝陽さくらのイラストのラッピングを施したラッピング電車を運行した[78]。

### 伊豆箱根鉄道
- 修善寺まきのをデザインした記念乗車券「鉄道むすめ「修善寺まきの」記念乗車券」を駿豆線と大雄山線の有人駅で発売した[79]。
- 2016年9月から、西武鉄道・近江鉄道との共同企画として、「西武グループ×鉄道むすめ」記念乗車券を数量限定で発売した[80]。詳細は上記の西武鉄道の節を参照。

### 愛知高速交通
- 2014年3月3日から、八草みずきをデザインしたデビュー記念オリジナルリニモカードを東部丘陵線（リニモ）の一部の駅とインターネットショップ「リニモ屋」で数量限定で発売した[81]。
- 2014年8月1日から、鉄道むすめのイラストのラッピングを施した「鉄道むすめラッピングリニモ」を運行した[82]。
- 2014年8月22日から、八草みずきと知多地域のPRキャラクター「知多娘。」のキャラクターおよび担当声優のイラストと写真のラッピングを施した「知多娘。ラッピングリニモ」を運行した[83]。
- 2014年8月25日から、「鉄道むすめラッピングリニモ」で使用されているヘッドマークをデザインしたオリジナルリニモカードを東部丘陵線（リニモ）の一部の駅とインターネットショップ「リニモ屋」で数量限定で発売した[84]。

### 近江鉄道
- 2015年5月4日、「鉄道むすめ「豊郷あかね」きっぷ」を豊郷駅で数量限定で発売し、その後通信販売などで継続発売した[85]。
- 2016年3月26日から8月31日まで、京福電気鉄道・京都市交通局・大阪高速鉄道・京阪電気鉄道・泉北高速鉄道・北神急行電鉄・和歌山電鐵との共同企画として、「関西鉄道むすめ&萌えキャラスタンプラリー」を開催した。各社合わせて全8か所の特定の駅にスタンプ台を設置し、専用パンフレットにスタンプを全て押すことでプレゼントが贈呈された。スタンプのキャラクターは鉄道むすめのほか、京福電気鉄道の「福王子ひかる」、京都市交通局の「太秦萌」、北神急行電鉄の「北神弓子」が起用されている[86]。
- 2016年9月から、西武鉄道・伊豆箱根鉄道との共同企画として、「西武グループ×鉄道むすめ」記念乗車券を数量限定で発売した[87]。詳細は上記の西武鉄道の節を参照。
- 2017年2月11日から、豊郷あかねのイラストのラッピングを施したラッピング電車を運行している[88]。

### 嵯峨野観光鉄道
- 2016年7月11日から、トロッコ嵯峨駅・トロッコ嵐山駅・トロッコ亀岡駅の売店にて対象商品を購入することで、嵯峨ほづきをデザインした「嵯峨ほづき乗車証明書」が配布された[89]。

### 大阪高速鉄道
- 2015年5月31日から、2000系17編成「大阪モノレール25周年記念号」の先頭車寄りと、1000系31編成「セブン-イレブン号」の門真市駅・彩都西駅側の先頭車寄りに豊川まどかのイラストのラッピングを施したラッピング電車を運行した[90][91]。
- 2015年11月から、豊川まどかのイラストを使用したnanacoカードを万博記念公園駅・千里中央駅・門真市駅構内のセブン-イレブン モノウェルで限定販売した[92]。
- 2016年3月26日から8月31日まで、近江鉄道・京福電気鉄道・京都市交通局・京阪電気鉄道・泉北高速鉄道・北神急行電鉄・和歌山電鐵との共同企画として、「関西鉄道むすめ&萌えキャラスタンプラリー」を開催した[93]。詳細は上記の近江鉄道の節を参照。

### 京阪電気鉄道
- 2014年5月1日から2015年2月28日まで、「全国"鉄道むすめ"巡り3rd」（2013年2月1日から9月30日まで開催）のPRを目的として、600形の1編成にMATSUDA98が描き下ろしたイラストのラッピングを施したラッピング電車を運行した[94][95]。同年8月30日から、ラッピング電車を再現した鉄道コレクション「京阪電車限定版 鉄道コレクション 京阪電車大津線600形4次車（鉄道むすめラッピング2両セット）」を京阪電気鉄道の一部の駅、京阪百貨店守口店、京急百貨店、相鉄グッズショップ「そうにゃん」、京阪カードの通販サイト「e-kenetマーケット」などで発売した[96]。
- 2015年8月29日から、「全国"鉄道むすめ"巡り2015」のPRを目的として、700形の1編成にMATSUDA98が描き下ろしたイラストのラッピングを施した「鉄道むすめラッピング電車」を運行している。また、富山ライトレールとの共同企画により、同年10月10日から2016年3月31日まで、「「富山ライトレール富山港線×京阪電車大津線」鉄道むすめ特製乗車券」（京阪電車大津線発売分）を発売した[97]。
- 2016年3月26日から8月31日まで、近江鉄道・京福電気鉄道・京都市交通局・大阪高速鉄道・泉北高速鉄道・北神急行電鉄・和歌山電鐵との共同企画として、「関西鉄道むすめ&萌えキャラスタンプラリー」を開催した[98][99]。詳細は上記の近江鉄道の節を参照。

### 泉北高速鉄道
- 2014年9月23日から、同年10月11日に光明池駅最寄の光明池車庫にて開催された「せんぼくトレインフェスタ2014」のPRを目的として、和泉こうみのイラストを使用したヘッドマーク付きの列車を運行した[100]。
- 2015年4月11日から、同日開催された「和泉中央駅開業20周年記念イベント」の一環として、7020系の1編成に和泉こうみとマスコットキャラクター「せんぼくん」のイラストのラッピングを施したラッピング電車を運行している。運行開始を兼ねたイベント当日には和泉中央駅にて出発式を開催した[101]。2016年3月24日からはデザインの一部を変更している[102]。
- 2016年3月26日から8月31日まで、近江鉄道・京福電気鉄道・京都市交通局・大阪高速鉄道・京阪電気鉄道・北神急行電鉄・和歌山電鐵との共同企画として、「関西鉄道むすめ&萌えキャラスタンプラリー」を開催した[103]。詳細は上記の近江鉄道の節を参照。

### 和歌山電鐵
- 2016年3月26日から8月31日まで、近江鉄道・京福電気鉄道・京都市交通局・大阪高速鉄道・京阪電気鉄道・泉北高速鉄道・北神急行電鉄との共同企画として、「関西鉄道むすめ&萌えキャラスタンプラリー」を開催した[104]。詳細は上記の近江鉄道の節を参照。

### 広島電鉄
- 2007年5月30日、鷹野みゆきと5100形電車（グリーンムーバーmax）をデザインした「第12回路面電車まつり」記念パセオカードを発売した。

### 西日本鉄道
- 2016年3月19日から2017年9月30日まで、京阪電気鉄道との共同企画として、600形の1編成に朝倉ちはやと石山ともかのイラストのラッピングを施したラッピング電車を貝塚線で運行している。また、運行開始日の3月19日から、朝倉ちはやのオリジナルグッズを貝塚駅・西鉄千早駅・西鉄香椎駅で発売している[105]。

### 東武トラベル / 東武トップツアーズ
- 2011年2月4日、ホームページ上にて、渡瀬きぬが東武トラベルのおすすめツアーを紹介する『ステーションアテンダント 渡瀬きぬのおすすめツアー』のページを開設した。同時に、渡瀬きぬのブログページも開設した。
- 2016年12月18日、東武鉄道350系を使用した添乗員同行ツアー「鬼怒川みやびバースデーフェスタ2016」を開催した[106]。

### 東急車輛製造 / 総合車両製作所
- 2008年2月1日に横浜ランドマークタワーで開催された「ヨコハマ鉄道模型フェスタ2008」で、同社所属設定の金沢あるみデザインのパスケースを販売した。2009年2月6日の「ヨコハマ鉄道模型フェスタ2009」では前年と別デザインの金沢あるみ他計6種のパスケースを発売した。通販および鉄道関連のイベントなどでのみ販売されている。

### JR西日本ヴィアイン
- 2023年1月24日から、水城ひなたをイメージキャラクターに起用した公式X（旧Twitter）「水城ひなた通信」を開始している[107]。

### その他の使用
- 日本レストランエンタプライズが白河ひばりのイラスト入りの販売促進用ポスターを作成した。
- 函館市企業局交通部・三陸鉄道・わたらせ渓谷鐵道・上田電鉄はフィギュアおよび関連商品群の自社局キャラクター商品を単品販売したことがある。
- 2012年に目時 - 八戸間開業10周年記念事業として青い森鉄道が、参加する各イベントで、「青森鉄道むすめ 八戸ときえ」を描いた横断幕の掲載を実施した。
- ジェイアール西日本メンテック（現・JR西日本メンテック）では、米原はるかのイラスト入り「清掃中」看板を使用している。

## 町おこしでの使用

### 久喜市商工会栗橋支所
栗橋みなみの名前の由来である南栗橋駅の所在する埼玉県久喜市栗橋地区の久喜市商工会栗橋支所（旧・栗橋町商工会→栗橋商工会）は、栗橋みなみを使用した町おこしを行なっている。これには2010年3月に市町合併により閉町した「栗橋」の名を残す意味も込められている。活動にあたって同商工会支所では「栗橋みなみ実行委員会」を発足しており、栗橋みなみと栗橋あかなをイメージキャラクターとした町おこし事業を展開している。
- 2009年11月4日に宙花こより新規書き下ろしの栗橋みなみイラスト入り栗橋町内共通商品券を発売した。
- 2010年2月12日から5月31日まで『栗橋みなみスタンプラリー』を実施した。また、一部店舗ではオリジナル商品も発売開始された。
- 同年6月10日から7月8日に栗橋みなみ似顔絵コンテストの作品募集が行われ、その後、応募作品への人気投票が実施された。大賞作品は栗橋地区共通商品券の絵柄として採用された。
- 同年8月1日に『栗橋みなみ夏まつり』が久喜市栗橋文化会館で開催された。イベント限定商品や加盟店舗のオリジナル商品の販売や、河原木志穂（キャラクターCDの中山ゆかり役）、能登麻美子（同・渡瀬きぬ役）らによるトークショーなどが行われた。
- 同日から1年間、『栗橋みなみ名刺ラリー』が開催された。
- 2011年8月26日、『第2回 栗橋みなみ夏まつり』が開催された。会場・内容は概ね前年と同じであるが、三陸鉄道復興支援イベントも兼ねていた。河原木志穂、下屋則子（キャラクターCDの平泉あおば役）らによるトークショー、三陸鉄道社員を交えたディスカッションが行われた[108]。
- 2012年8月26日、『第3回 栗橋みなみ夏まつり』が開催された。会場・内容は概ね前年と同じである[109]。
- 同年12月27日から2013年2月28日まで『第2回栗橋みなみスタンプラリー』を実施した。同年3月30日からスタンプラリーを再開し、5月31日に終了した。
- 同年8月25日、『第4回 栗橋みなみ夏まつり』が開催された。会場・内容は概ね前年と同じである。河原木志穂、大久保瑠美（電子書籍『全国"鉄道むすめ"巡り2nd公式ガイドブック』の立石あやめ役）らによるトークショーなどが行われた[110]。
- 2014年8月31日、『第5回 栗橋みなみ夏まつり』が開催された。会場・内容は概ね前年と同じである。大久保瑠美、松来未祐（ドラマCD・キャラクターCD・ニンテンドーDS版ゲームの鷹野みゆき役）らによるトークショーなどが行われた[111]。
- 2015年8月9日、『第6回 栗橋みなみ夏まつり』が開催された。会場・内容は概ね前年と同じである。生天目仁美（キャラクターCD・ニンテンドーDS版ゲームの門田さくら役）、藤村歩（ドラマCD・キャラクターCD・ニンテンドーDS版ゲームの久慈ありす役）らによるトークショーなどが行われた[112]。
- 2016年8月21日、『第7回 栗橋みなみ夏まつり』が開催された。会場・内容は概ね前年と同じである。大久保瑠美、明坂聡美（キャラクターCD・ニンテンドーDS版ゲームの外川つくし役）らによるトークショーなどが行われた[113]。
- 2017年8月27日、『第8回 栗橋みなみ夏まつり』が開催された。会場・内容は概ね前年と同じである。こやまきみこ（ドラマCD・キャラクターCDの渋沢あさぎ役）、河原木志穂らによるトークショーなどが行われた[114]。
- 2018年8月26日、『第9回 栗橋みなみ夏まつり』が開催された。会場・内容は概ね前年と同じである。下屋則子、大久保瑠美らによるトークショーなどが行われた[115]。
- 2019年8月25日、『第10回記念 栗橋みなみ夏まつり』が開催された。会場・内容は概ね前年と同じである。平野綾（ドラマCD・キャラクターCD・ニンテンドーDS版ゲームの栗橋みなみ役）、河原木志穂らによるトークショーなどが行われた[116]。
- 2022年10月23日、『シン・栗橋みなみ祭り』が栗橋駅前の商店街「クラッセくりはし」で開催された。一昨々年同様の商品販売や、河原木志穂、中村繪里子（ニンテンドーDS版ゲームの釜石まな役）らによるトークショーなどが行われた[117]。
- 2023年11月5日、『栗橋みなみ祭り』が開催された。会場・内容は概ね前年と同じである。河原木志穂、明坂聡美らによるトークショーなどが行われた[118]。
- 2024年11月10日、『栗橋みなみ祭り』が栗橋中央コミュニティセンター体育館で開催された。河原木志穂、「女子鉄アナウンサー」の久野知美らによるトークショーなどが行われた[119]。
- 2025年4月20日、『栗橋みなみ祭り』が開催された。会場・内容は概ね前年と同じであり、地元商店の出店販売イベント『第7回栗だし市』との同時開催となった[120]。

### 松浦鉄道沿線自治体
松浦鉄道では、同社のPRと沿線6自治体の盛り上げを目的として、トミーテックおよびポニーキャニオンと共同で、西浦ありさを起用した沿線地域活性化プロジェクトに取り組んでいる。
- 2022年1月29日、佐賀県有田町の「有田町観光大使」に西浦ありさが就任し、有田駅にて就任式を実施した[121]。
- 同年3月29日、西浦ありさを演じる担当声優が安齋由香里に決定[122]。4月29日から5月5日まで開催された有田陶器市会場にてアナウンスを実施した[123]。
- 同年7月19日、西九州線の佐賀県サイドにて、西浦ありさによる車内観光案内アナウンスを開始した[124]。
- 同年7月25日、長崎県松浦市の「松浦アジフライ大使」に西浦ありさが就任し、松浦駅にて就任式を実施した[125]。
- 同年10月9日、東京都新宿区の飲食店街「サナギ新宿」にて開催された「佐賀&長崎グルメライン西九州観光・物産展」で、西浦ありさのPR活動を実施した[126]。
- 2023年2月4日、西浦ありさと沿線の名所を描いたラッピング車両の出発式を佐世保駅にて実施した。併せて同日から、西九州線の長崎県サイドにて、西浦ありさによる車内観光案内アナウンスを開始した[127]。
- 同年3月5日、長崎県佐々町の「佐々町観光協会コーディネーター」に西浦ありさが就任し、「河津桜・シロウオまつり」会場にて就任式を実施した[128]。